# 건축의 역사

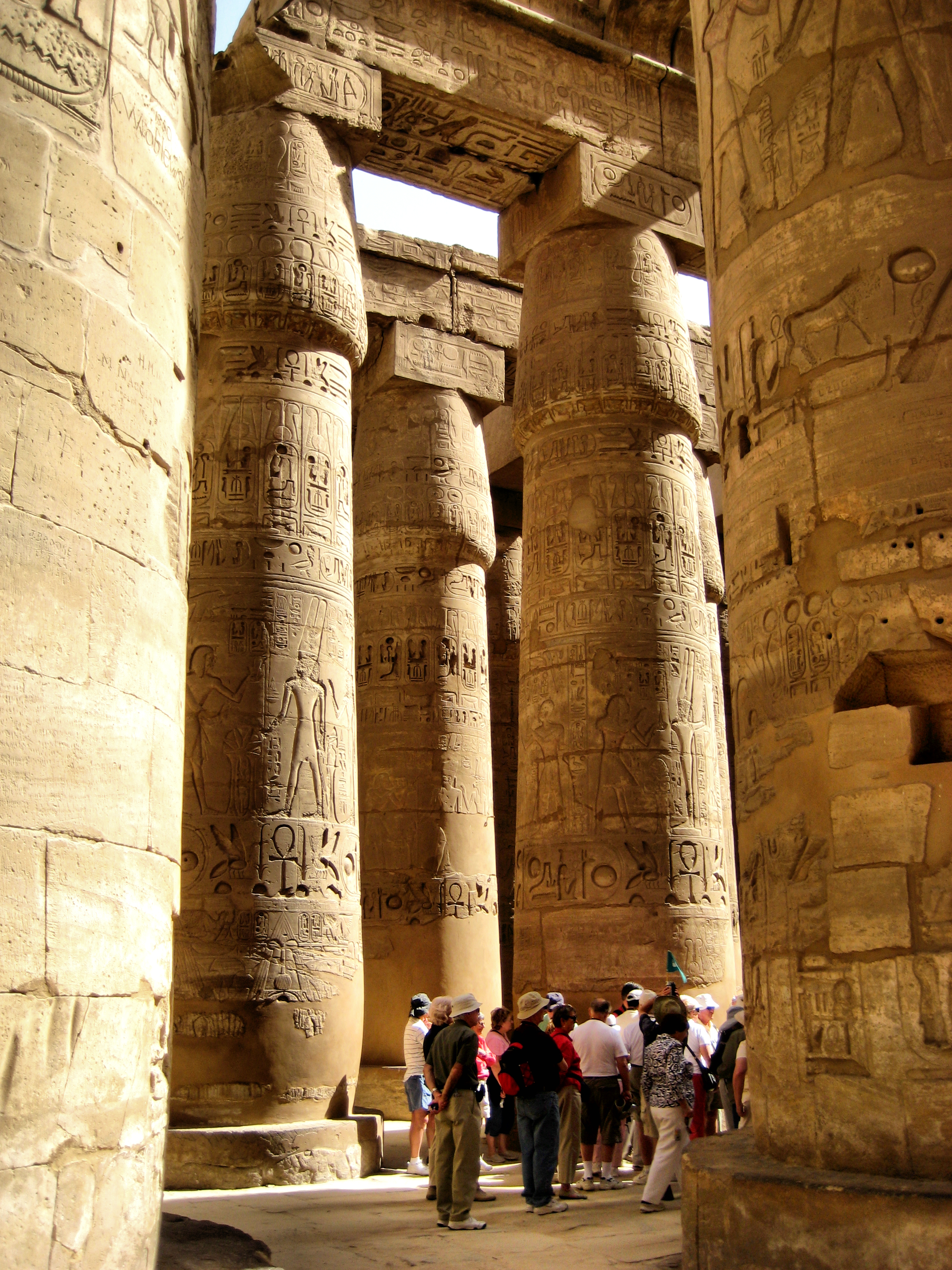
기원전 2055년에 지어진 현재 룩소르라 불리는 테베의 사원

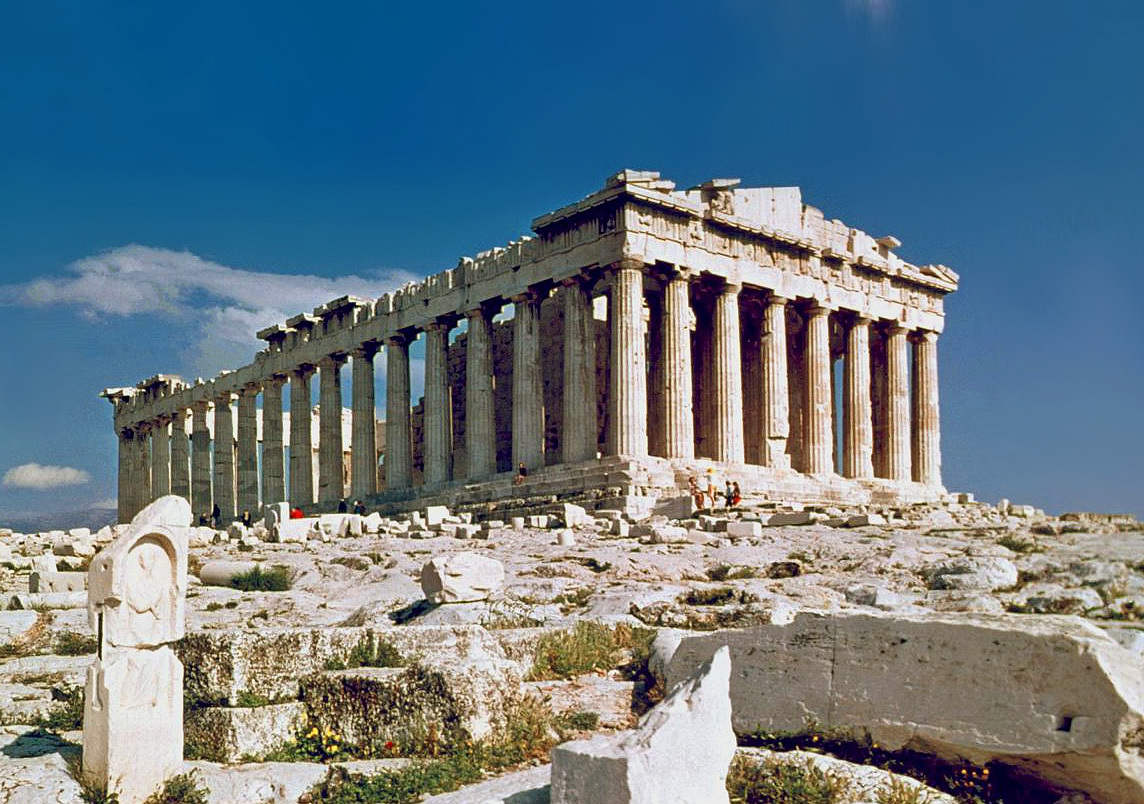
아테네의 파르테논

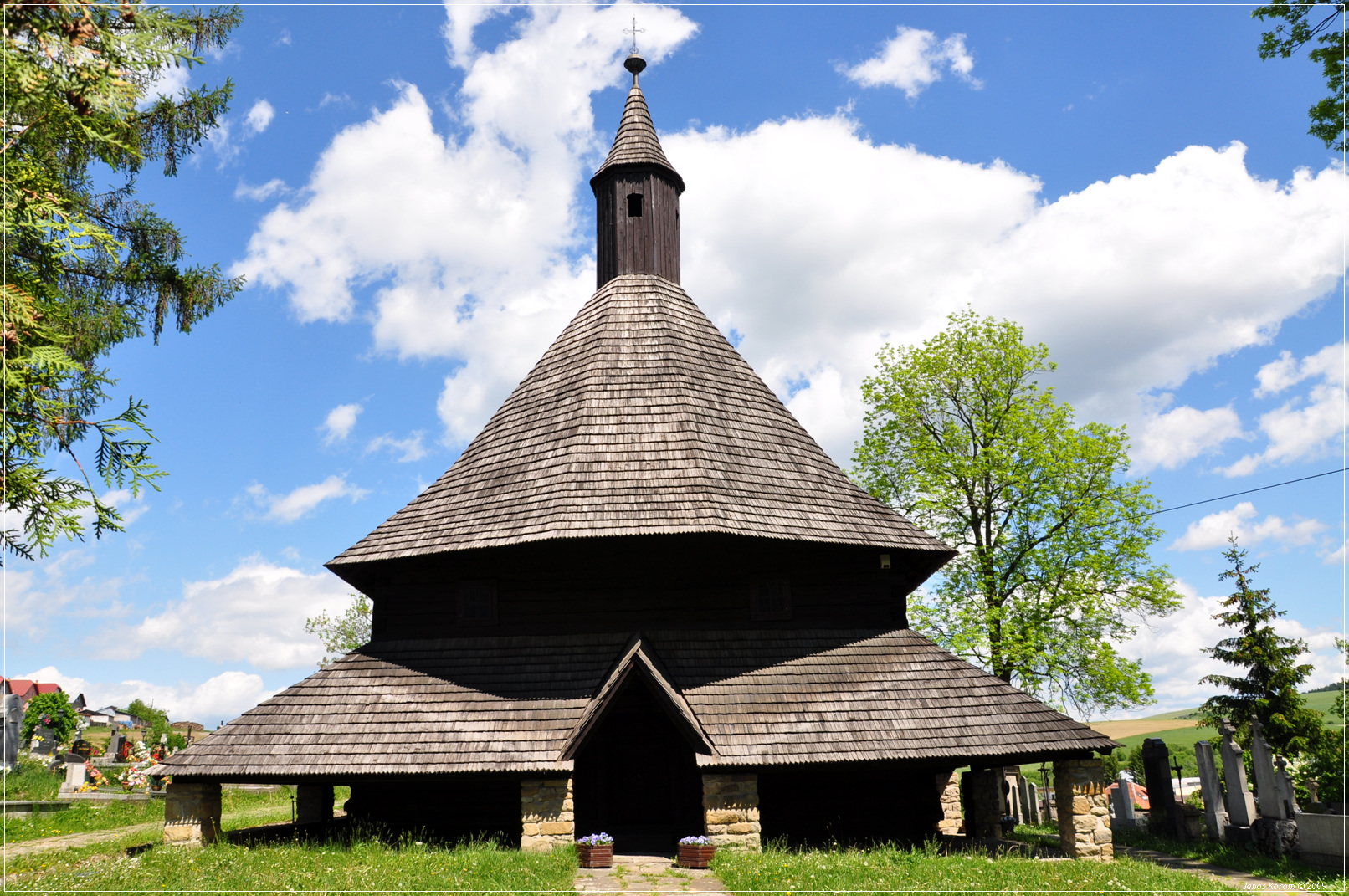
슬로바키아 트브르도신의 나무로 지은 모든 성인 성당

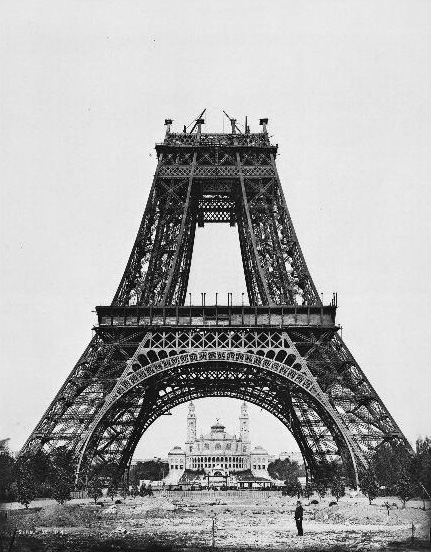
1888년 8월, 건설 중인 에펠탑

건축의 역사(建築의歷史) 또는 건축사는 건축의 한 분야인 동시에 역사학의 한 분야이기도 하다. 또한 건축사는 문화사, 미술사, 기술사, 사회사 중의 하나로도 볼 수 있다. 건축사에서 고딕, 르네상스 등 양식의 변천을 다루기는 하나, 건축물만 독자적으로 다루는 것은 아니며, 또한 양식은 어디까지나 개별 건축물의 결과의 총체이기 때문에, 사회적, 경제적, 문화적, 기술적 상황 등의 시대 배경을 종합적으로 고찰할 필요가 있다. 건축의 역사는 다양한 전통, 지역, 중요한 양식의 유행, 시기에 따른 건축의 변화를 추적한다. 건축의 하위 분야는 시민건축, 종교건축, 조선공학, 군사건축, 조경 등이 있다.

## 신석기 건축

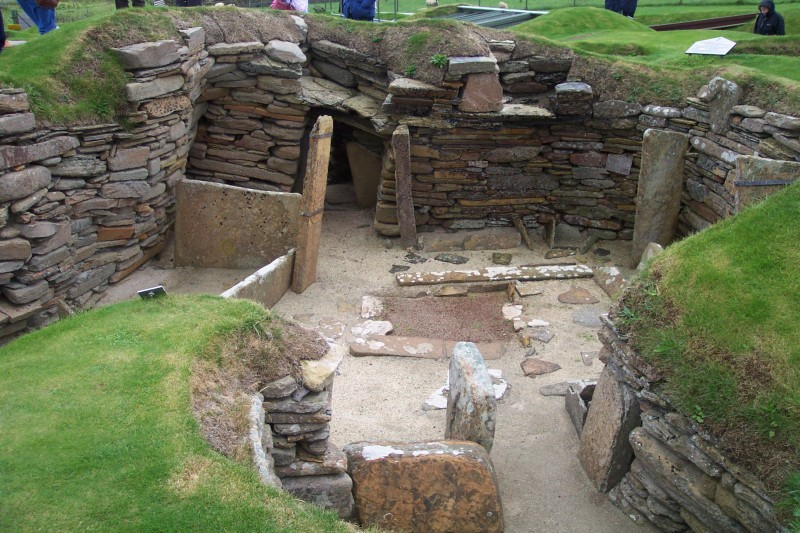
발굴된 스카라 브레의 거주지

남서아시아에서 신석기 문화는 기원전 10,000년 직후에 레반트에서 등장했고(토기 이전 신석기 A(:en:Pre-Pottery Neolithic A))와 토기 이전 신석기 B(:en:Pre-Pottery Neolithic B)) 동쪽과 서쪽으로 퍼졌다. 기원전 8000년에 남동쪽 아나톨리아, 시리아, 이라크에 초기 신석기 문화가 있었고, 식량을 생산하는 집단이 처음으로 기원전 7000년 경에 유럽 남동쪽에서, 기원전 5500년 경에 중앙 유럽에서 등장했는데 이 중 스타체보-쾨뢰시-크리스(:en:Körös culture), 선형도기문화(en:Linearbandkeramic), 빈카(en:Vinča)를 포함하는 최초의 문화 집단들이 있었다. 안데스를 제외하면, 지협 콜롬비아 시대(:en:Isthmo-Columbian area)와 중앙아메리카 서부(그리고 오대호 지역에서 몇 개의 청동 손도끼와 창의 머리), 아메리카와 태평양의 사람들은 서구와의 접촉 이전까지 신석기 수준의 기술을 보유하고 있었다.
레반트, 아나톨리아, 시리아, 메소포타미아 북부, 중앙아시아의 신석기 시대의 사람들은 대단한 건축가였고, 집과 마을을 건설하기 위해 흙벽돌을 이용했다. 차탈회윅의 집들에는 회반죽이 칠해지고 사람과 동물이 등장하는 정교한 그림이 그려졌다. 지중해 몰타의 신석기인들은 거석신전에서 예배를 드렸다.
유럽에서는 초벽(:en:wattle and daub)으로 만든 롱하우스(:en:Neolithic long house)가 지어졌다. 정교한 무덤도 건설되었는데 특히 아일랜드에 많이 지어졌고, 수천 개의 무덤이 여전히 남아있다. 영국의 신석기인들은 망자를 위해 장분(:en:long barrow)과 돌방무덤을 지었고 커즈웨이드 인클로저(:en:Causewayed camp), 헨지(en:henge) 부싯돌 광산, 커서스(en:cursus) 유적지 등이 남아있다.

## 고대

### 고대 메소포타미아
고대 메소포타미아는 진흙벽돌 건물들과 메소포타미아의 신들을 위한 예배를 위해 지어진 종교적인 사원인 지구라트의 건설로 주목받는다. '지구라트(Ziggurat)'라는 단어는 아카드어의 단어인 '지구라툼(ziqqurratum)'을 영문화한 것인데, 진흙 벽돌로 쌓아올려진 탑에 주어지는 명칭이었다. 이것은 '높다'를 의미하는 동사 '자가루(zaqaru)'에서 유래했다.건물들은 천상과 지상을 잇는 산과도 같은 존재로 묘사되었다. 레너드 울리(:en:Leonard Woolley)가 발굴한 우르의 지구라트는 기반이 64x46미터이고 높이는 12미터이며 세 개의 층으로 구성되어 있다. 이것은 기원전 2100년 경에 우르남무에 의해 지어졌고 높이가 7층 정도로 늘어났을 때 나보니두스(기원전 555 - 539년)에 의해 재건축되었다.

### 고대 이집트 건축

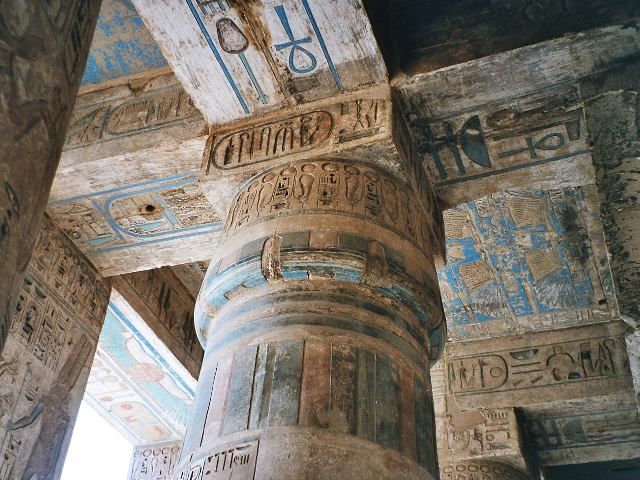
메디나트 하부의 열주랑의 천장 장식은 고대 이집트 건축의 예시다.

고대 이집트와 다른 초기 사회들에서는 사람들은 신의 전능함을 믿었으며 일상적인 삶의 많은 모습이 신성에 대한, 초자연적인 발상과 세대, 계절, 낮밤의 숙명적인 순환이 나타난 방식에 영향을 받았다. 예를 들어 수확은 풍요의 신의 자비로 여겨졌다. 그래서 성직자들이나 지배자는 도시의 설립과 질서와 신에게 제일 중요한 건물(궁전과 사원)을 건설했고 건설은 사람의 활동을 지속적인 신성한 축복에 포함시키기 위한 제사를 동반했다.
고대 건축은 신성한 세계와 속세 간의 긴장으로 특징지어진다. 도시는 외부의 자연의 야생성과 대비되는 신성한 장소의 역할을 규정했고, 사원이나 궁전은 신을 위한 공간으로서 역할을 해내면서 이 명령을 수행해나갔다. 건축가가 성직자든 왕이든 그저 지속되는 전통, 사회 전체의 일부분에 불과하였다.

### 그리스 건축
그리스와 로마의 건축과 도시성은 이집트와 페르시아의 것과는 아주 달랐다. 시민 생활은 공동체의 모든 구성원에게 중요성을 부여했다. 고대 시대에 종교적인 문제들은 지배 계급만에 의해 다루어졌다. 그리스 시대에, 종교적인 수수께끼는 사원-궁전 복합체의 영역을 뛰어넘어 사람들이나 폴리스의 주제가 되었다.
그리스 시민 생활은 공공건물, 가게, 사원으로 둘러싸인 아고라라 불리는 새롭고 공개된 장소로 인해 유지되었다. 아고라는 독재적 명령보다는 공개된 토론을 통해 얻어진 사회적인 질서에 대한 새로운 인식을 형성했다. 신적인 지혜가 여전히 인간 만사를 주도하고 있었지만, 고대 문명의 생생한 의례가 공간에 새겨졌다. 아크로폴리스로 난 길이 그 예시이다. 각각의 공간은 신화를 통해 굴절된 세계 안에 세워진 개별적인 성격을 가지고 있었고, 그리하여 사원들은 천상에 더 가까이 접근하기 위해 산 정상에 세워졌다.

### 로마 건축
로마는 기원 전에 수백년 동안 그리스와 이탈리아의 도시들을 정복했고 이후에 서구의 상당부를 정복했다. 로마의 지배권의 문제는 스페인에서 그리스, 마케도니아, 카르타고에 이르는 지역들의 차이의 통합을 포함한다. 로마의 지배는 알려진 세계를 넘어서 확장되었고 '에쿠메네(ecumene)'를 구성하는 무력화된 수많은 문화들은 정의를 위한 새로운 도전을 제시했다.
로마의 건축의 통일성을 확인하는 한 가지 방법은 연습에서 유래한 새롭게 발견된 이론의 현실화와 구체화된 공간성을 통해서이다. 시민으로서 우리는 이러한 일들을 로마의 포럼(그리스의 아고라의 유사품)에서 찾아볼 수 있는데 공적인 참여가 의례의 구체적인 실행에서 점차 제거되고 건물의 장식에 표기되었다. 그래서 마침내 우리는 건물이 그들의 모습을 통해 스스로를 표현하여 공간을 대표하는 효과를 갖는, 줄리우스 시저에 의해 시작된 포룸 루리움에서 오늘날의 광장의 시작을 볼 수 있다.
로마가 사회에 참여하기 위해 실제의 성스러운 장소에 대한 신성함의 표현을 선택했을 때, 장소의 소통적인 환경에 인위적인 조작을 할 수 있게 되었다. 로마의 건축과 공학의 진보나 전장의 수확으로서 얻은 대리석 채석장 중 하나만 없었더라도 이는 가능하지 않았다. 아치나 콘크리트같은 발명은 로마 건축에 전체적으로 새로운 양식을 선사했고, 자연스럽게 돔과 열주로 공간을 감싸고, 지상을 제국적인 지배성과 시민의 질서로 뒤덮었다. 이는 또한 점점 복잡해지는 새로운 건물을 요구하는 사회적인 환경의 변화에 대한 응답이기도 했다. 콜로세움, 거주구역의 분리, 더 큰 병원과 아카데미 따위가 그 결과물이다. 길과 다리와 같은 인프라의 구축이 시작되었다.
로마인들은 아치, 궁륭, 돔(로마 건축 혁명(:en:Roman Architectural Revolution) 참고) 등 이전에, 특히 유럽에서 거의 쓰이지 않았던 것들을 널리 사용하고 개발했다. 그들의 로마 콘크리트에 대한 혁신적인 사용은 제국이 존속했던 시기에 전례 없는 규모의 공공 건물의 건설을 촉진했다. 이는 신전, 목욕탕, 다리, 수도교, 로마 항구, 개선문, 원형경기장, 서커스 극장, 무덤, 그리고 제국 후기에 한해 교회를 포함한다. 로마의 고대 건축물 목록을 참고하자.
로마의 돔(:en:List of Roman domes)은 볼트형 천장의 건설을 가능하게 했고 덕분에 로마의 판테온이나 디오클레티아누스 욕장과 같은 공중목욕탕 등의 공공장소의 지붕을 씌울 수 있었다.
고트프리트 리히터와 같은 예술 역사가는 1920년에 로마의 건축적인 혁신을 개선문의 존재로서 규정했으며, 이 땅의 힘의 상징이 어떻게 서로마제국의 말기에 기독교의 성당으로 변형되고 이용되었는지 살펴보는 것은 가슴 아픈 일이다. 아치는 그리스도의 승리와 부활을 상징하기 위해 제단의 뒤에 세워졌다. 그들의 인상적인 수도교, 특히 퐁뒤가르, 세고비아와 로마의 수도교와 같은 남아있는 예시를 통해 아치의 위대함을 볼 수 있다. 그들의 생존은 그들의 재료와 설계의 견고함의 증거이다.

### 비잔틴 건축
비잔틴 제국은 콘스탄티누스 1세가 로마 제국의 수도를 로마에서 동쪽의 비잔티움(콘스탄티노폴로 개명되며 현재는 이스탄불로 불린다.)으로 옮겼을 때, 330년 이후에 로마 제국에서 비롯된 뚜렷한 예술적인, 문화적인 실체로서 점차적으로 나타났다. 제국은 1000년 이상 지속되었고, 극적으로 유럽의 중세와 르네상스의 건축에 영향을 미쳤으며, 1453년에 콘스탄티노폴을 오스만 튀르크에게 점령당했을 때 직접적으로 오스만 건축으로 이어졌다.
초기 비잔틴 건축은 로마 건축의 연장선에 있었다. 양식의 변화, 기술적인 진보(en:Pendentive), 정치적인, 영토적인 변화는 근동에서 큰 영향을 받았으며 교회 건축에 그리스 십자가(:en:Greek cross) 계획을 사용한 독특한 양식이 점차 나타난 것을 의미한다. 건물들은 기하학적인 복잡성(en:Cruciform)이 증가되었고, 벽돌과 회반죽은 중요한 공공 구조물의 장식에 돌과 함께 쓰였고, 고전 순서(:en:classical orders)가 더욱 자유롭게 사용되었고, 모자이크가 조각장식을 대체하였고, 복잡한 돔이 거대한 기둥 위에 세워졌고, 창문이 내부를 부드럽게 비추기 위해 설화석고의 얇은 층을 통해 빛을 투과했다. 하기아 소피아를 참고하자.

### 페르시아 건축

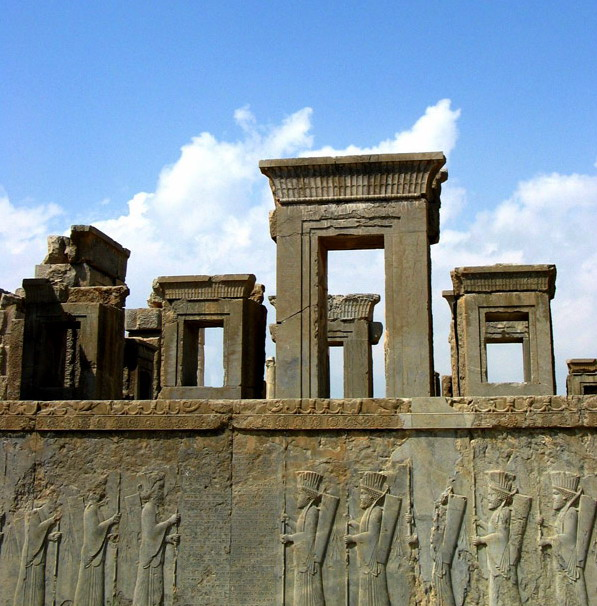
2500여년 전에 지어진 페르세폴리스의 유적지

이슬람 전의 건축은 이란고원의 다영한 문명에서 유래한 3~4천년 간의 건축의 개발을 이끌었다. 이란의 이슬람 건축은 이슬람 이전의 선조에게서 발상을 이끌어냈고, 반짝이는 타일, 무늬가 새겨진 스투코, 패턴이 있는 벽돌 작업, 꽃무늬 모티프, 캘리그래피로 풍요롭게 장식된 표면만큼이나 기하학적이고 반복적인 형태를 가졌다. 이란은 문명의 요람 중 하나로서 유네스코에게 인정받았다.
엘람, 아케메니드, 파르티아, 사산 제국의 각 기간에 이를 적용한 다른 문화에까지 넓게 퍼져나간 위대한 건축이 창조되었다. 이란이 알렉산더 대왕의 페르세폴리스를 불태우기로 한 결정같은 파괴를 겪었지만, 그 고전 건축에 대한 조망을 형성하기에 충분한 유적이 남았다.
아케메니드 왕조는 거대한 규모의 건축을 했다. 예술가들과 그들이 사용한 재료들은 당시 세계에서 제일 큰 나라였던 그들의 모든 영토에서 동원했다. 파사르가다에가 기준을 정했다. 도시는 다리, 정원, 궁전과 개방된 기둥 형태의 파빌리언을 동반하는 거대한 공원 안에 배치되었다. 파사르가다에와 왕 중의 왕의 권위를 나타내는 페르세폴리스와 수사에는, 제국의 국경의 드넓은 범위를 돋을새김으로 조각한 후기의 기록이 있는 층계들이 있었다.
파르티아와 사산 제국과 함께 새로운 형식이 출현했다. 파르티아의 혁신은 사산 제국의 시기에 거대한 반원기둥형 궁륭이 있는 방, 견고한 석조 돔, 길쭉한 기둥과 함께 만개했다. 이 영향은 오랫동안 남아있었다.
예를 들어 아바스 왕조 시대의 바그다드의 도시의 둥그스름함은, 파르스의 피루자바드와 같은 페르시아의 옛 도시를 참고했다. 도시의 설계를 계획하기 위해 알 만수르에게 고용된 두 명의 설계자는 도시의 설립일이 천문학적으로 상서로운 날일 것이라고 결정하기도 한 조로아스터교도였던 나우바흐트와 코라산에서 온 유태인이었던 마샬라였다.
페르세폴리스, 크테시폰, 지로프트, 시알크, 파사르가다에, 피루자바드, Arg-é Bam의 유해, 그리고 다른 수천 개의 유해는 우리에게 페르시아가 건축의 예술에 기여한 바가 무엇인지에 대해 단지 흐릿한 형상만을 보여줄 뿐이다.
이슬람 세력의 침략으로 인한 사산 제국의 몰락은 역설적으로 이란 지역의 건물의 주목할 만한 창조로 이어졌다. 캘리그래피, 스투코, 유리, 모자이크 작품과 같은 예술은 점차 새로운 시대의 이란의 건축과 긴밀하게 연관되었다. 고고학적인 발굴은 이슬람의 건축에 있어 사산 제국의 건축의 영향을 뒷받침하는 충분한 자료를 제공한다.
많은 전문가들은 15세기부터 17세기까지의 페르시아 건축 시기가 이슬람 시대 이후의 제일 빛나는 시기라고 믿는다. 이 기간에 지어진 모스크, 묘, 상점가, 다리, 다른 저택들이 대부분 남아있다.
전기 페르시아 건축에서는, 반원형이나 타원형의 지붕이 큰 관심을 받았고, 거대한 돔을 건설하는 데 탁월한 기술을 보여주는 사파비 건축으로 이어졌다. 독일 고고학자인 디트리히 허프는 돔은 페르시아 건축에 중요한 요소라고 말한다. 돔은 특히 사파비 시기의 이스하판에서 상점가와 모스크의 구조에서 자주 볼 수 있다. 이란의 돔은 그 높이, 구성요소의 비율, 형태의 아름다움, 돔 스템의 둥그스름함으로 구분된다. 돔의 겉면은 흔히 모자이크로 뒤덮여있고, 신비로운 모습을 만들어낸다. 사파비 왕조 시기에 이스파한은 거대한 내부 공간이 있는 높은 건물을 짓는 지식을 이용해 위엄을 얻고자 했다. 당시 지어진 이스파한의 이맘 광장은 세계에서 여섯 번째로 큰 광장이다. 하지만 장식의 질은 14세기, 15세기에 비해 낮아졌다.
호라산, 이스파한, 타브리즈의 거대한 모스크들은 그들의 고유한 방법으로 이슬람 건축의 질서, 조화, 통일성을 표현하기 위해 지역적인 기하학, 지역적인 재료, 지역적인 건축방법을 사용했다. 그리하여 주요한 이슬람 페르시아 건축을 조사할 때, 복잡한 지리학적 관계, 형태와 장식의 깊이 연구된 위계 질서, 상징적 의미의 심원함이 드러난다.

## 이슬람 건축
이슬람 건축은 이슬람이 설립된 시기로부터 현재에 이르는 동안 넓은 범위의 세속적인 건축과 종교적인 건축 양식을 포용했고, 이슬람 문화의 영향 아래에 있는 건물과 구조물의 설계와 건설에 영향을 미쳤다. 이슬람 건축의 독특한 건물에는 모스크, 무덤, 궁전, 요새 등이 있고, 이 밖에도 독특한 지역적 건축의 설계적 양식을 적용해왔다.
이슬람의 광범위하고 기나긴 역사는 아바스, 페르시아, 무어, 티무르, 오스만, 파티마, 맘룩, 무굴, 인도-이슬람, 중국-이슬람, 아프리카-이슬람 건축을 포함하는 많은 지역적인 건축 양식을 태동시켰다. 주목할만한 이슬람 건축 양식은 초기 아바스 건물, T타입의 모스크, 아나톨리아의 중앙에 돔이 있는 모스크를 포함한다. 또한, 이슬람 건축에서는 인간과 동물 등의 그 어떤 살아있는 것들의 그림도 찾아볼 수 없다.

## 아프리카

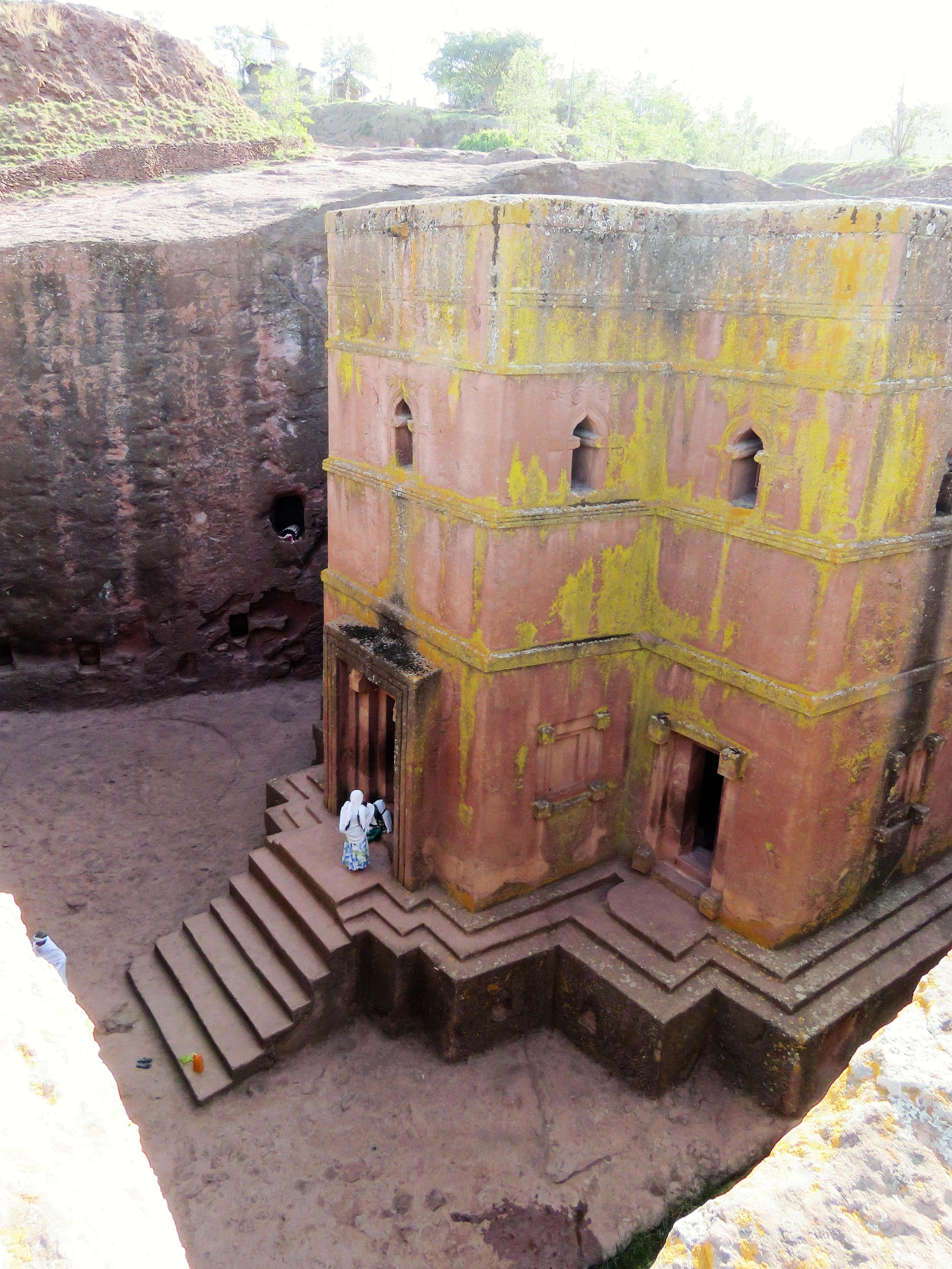
랄리벨라 성 조지 교회와 같은 큰 석굴 교회는 에티오피아의 땅에서 깎여나왔다.

현대의 에리트레아를 포함하는 에티오피아 건축은 악숨 양식에서 유래했으며 에티오피아 양식의 확장에 따라 새로운 전통을 포함시켰다. 양식은 나라의 중심부와 남부의 평민 건축에서 더 많은 나무와 부드러운 구조를 포함하며, 이 형식적인 영향들은 수도원과 교회의 건설에 영향을 미쳤다. 중세 시기에, 악숨 건축과 영향화 그 석굴 전통은 중세 초기(악숨 후기)와 자그위 시기(랄리벨라 석굴 교회군이 조각되었을 때)에 제일 강했던 영향력과 함께 지속되었다. 중세 시기 동안, 특히 10세기에서 12세기에, 교회들은 에티오피아 도처에서, 특히 악숨 제국의 심장이었던 티그레 최북단 지역에서 바위를 깎아 만들어졌다. 하지만 석굴 교회들은 아디스아바바에서 100 킬로미터 정도 떨어진 아다디 마리암에서까지 멀리 남쪽에서 발견되었다. 에티오피아 석굴 건축의 제일 유명한 사례는 마을 주변의 붉은 응회암을 깎아 만든 11개의 랄리벨라 석굴 교회이다. 중세 후기의 미화된 전기는 이 모든 이름의 유래인 랄리벨라 왕에게 11개의 구조물들을 건축한 업적이 있다고 하지만(이 마을은 그의 제위 기간 전에는 로하와 아데파라 불렸다), 이것들이 몇 세기 이상의 기간 동안 따로 건축되었고, 보다 최근에 지어진 교회 중 몇몇 개만이 그의 제위 기간에 건축되었다는 것을 나타내는 증거들이 발견되었다. 고고학자이자 Ethiopisant였던 데이비드 필립슨은 예를 들어서 베테 게브리엘 루파엘이 원래 중세 극초기에, 600년에서 800년 사이에 요새로서 지은 것이 이후에 교회로 바뀌었다고 가정한다.
초기 현대 시기에, 바로크, 아랍, 터키, 구자라트 인도 양식과 같은 다양한 영향들의 흡수는 16~17세기에 포르투갈 예수회가 도착하면서 시작되었다. 처음에는 포르투갈의 군인들이 아달에 맞선 전쟁이 일어났을 때 에티오피아를 돕기 위해 동맹으로서 16세기 중반에 유입되었고, 나중에 예수회가 나라를 바꾸기를 희망하면서 들어왔다. 어떤 터키의 영향은 요새와 성의 건축을 증가시킨 16세기 후반의 오스만 제국과의 전쟁(하베쉬 참고) 중에 들어왔다. 수많은 엠바나 정상이 납작한 산들과 울퉁불퉁한 지형 때문에 자연적으로 방어하기 용이한 에티오피아는 유럽과 다른 지역의 평평한 지형에 비해 전략적인 이점을 가지고 있었지만 군사적인 건축을 거의 전혀 강구하지 않았고, 그래서 그 시점까지 군사적 건축은 거의 존재하지 않았다. 성들은 타나 강 지역의 말락 사가드 1세의 치세에 건축되기 시작했고, 그 뒤를 이은 황제들이 전통을 유지했으며, 마침내 1635년에 새로 설립된 수도의 파실 게비(성의 왕실 구역)의 건축으로 이어졌다. 수센요스 황제(r.1606-1632)는 1622년에 가톨릭으로 전향했고 이를 국교로 만드는 시도를 했으며, 1624년부터 그의 퇴위까지 이를 선언했다. 이 시기 동안, 그는 아랍인, 예수회가 데려온 구자라트인과 예수회 석공들과 그들의 양식들을 베타 이스라엘 출신이 섞인 지역 석공들만큼 고용했다. 그의 아들 파실리다스의 치세에는 그들의 건축 양식이 일정 부분 만연한 에티오피아의 건축 양식으로 흡수되었음에도 이 외국인들의 대부분이 축출되었다. 곤다르 왕조의 양식은 17세기와 18세기에 지속되었고 19세기와 그 이후의 현대적인 양식에 영향을 미쳤다.

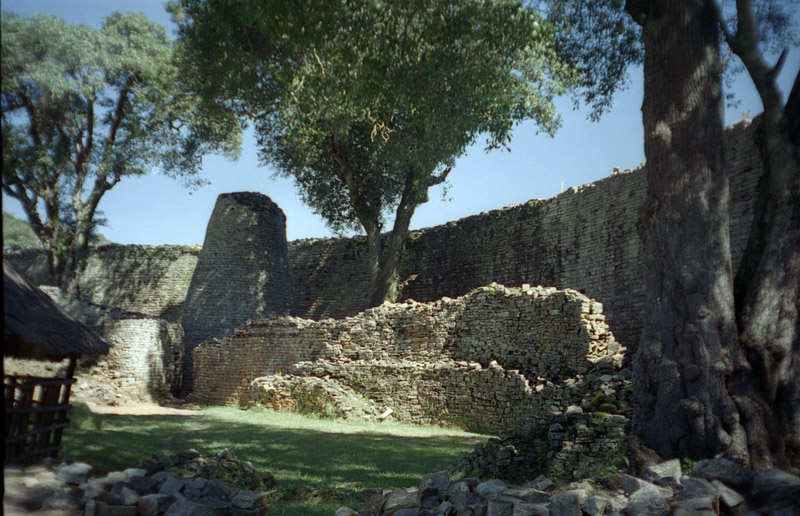
번영한 문화에 의해 지어진 중세 도시인 그레이트 짐바브웨의 큰 출입구 안쪽의 원뿔 모양의 탑

그레이트 짐바브웨는 사하라 남쪽의 아프리카에서 제일 큰 중세 도시였다. 19세기 후반까지, 대부분의 건물들이 세련된 유럽식 절충주의를 반영했고 지중해식이나 심지어 북유럽의 양식을 모방했다.
사헬 서부 지역에서는, 이슬람의 영향은 후기 가나 왕국의 건축적인 개발에 주요한 요소가 되었다. 도시의 왕의 구역의 돔 모양의 거주지에서 살았던 쿰비 살레의 주민들은 거대한 장벽으로 둘러싸여있었다. 무역상들은 알 바크리에 의해 묘사된 12개의 아름다운 모스크가 있는 구역의 석조 건축물에서 거주했는데 이 모스크 중 하나는 금요예배의 중심지로 사용되었다. 왕은 여러 개의 저택을 소유했는데, 그 중 하나는 가로가 66피트, 세로가 42피트나 되고, 두 개의 층과 계단이 있고, 벽과 방은 조각과 그림으로 채워져 있었다고 한다.
사헬의 건축은 처음에는 두 도시, 젠네와 팀북투에서 성장하였다. 줄기의 진흙으로 건조된 팀북투의 산코레 모스크는 젠네 모스크와 비슷한 양식을 가진다. 서부 아프리카 해안 지역의 왕국의 발흥은 나무를 이용하는 고유의 전통에 의존하는 건축을 만들어냈다. 토벌에 의해 파괴된 유명한 베닌시티는 널판지나 야자나무의 잎으로 된 모임지붕과 진흙 벽돌로 이루어진 주택들의 큰 복합체였다. 궁전에는 일련의 연회실이 있었고 놋쇠로 된 명판으로 장식되어 있었다.

## 남아시아

### 인도 건축

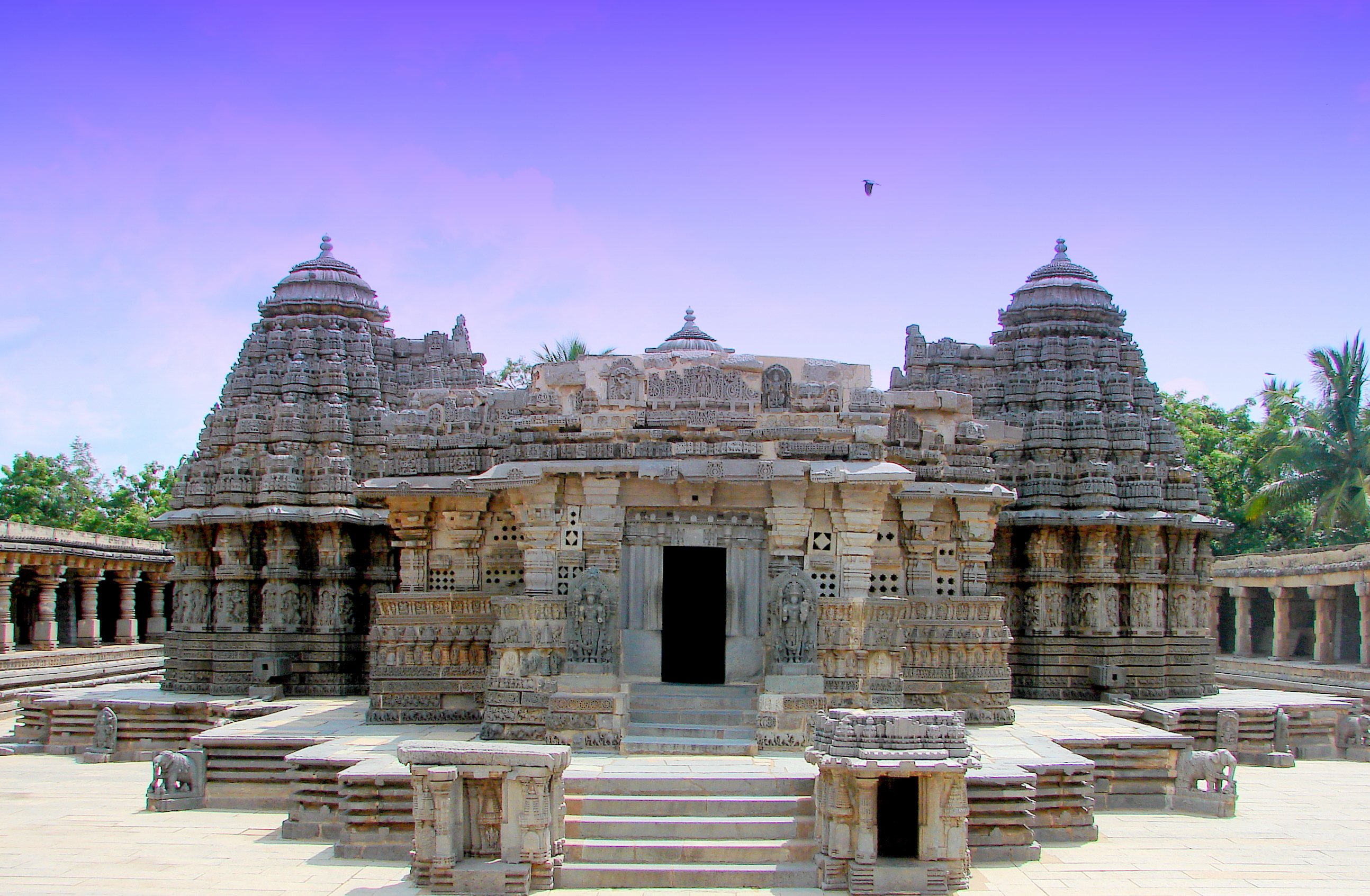
인도 카르나타카 벨루르의 첸나케사바 사원

인도 건축은 다양한 종류의 지리학적으로, 역사적으로 널리 퍼진 구조물들을 포함하며, 인도아대륙의 역사에 의해 변형되었다. 그 결과 단일한 대표적인 양식을 특정하기는 힘듦에도 어느 정도의 역사를 관통하는 지속성을 가지는 건축적인 생산의 진화하는 범위가 생겨났다. 인도 문화의 다양성은 그 건축을 통해 대표된다. 이것은 유럽뿐만 아니라 서아시아와 중앙아시아에서부터 유래한 건축 양식, 형태와 기술과 다양한 옛 지역의 전통의 혼합물이다. 건축의 양식은 힌두교 사원 건축에서부터 이슬람 건축, 서양의 고전주의 건축과 포스트모던 건축을 아우른다.
인도의 도시 문명은 현재 파키스탄에 있는 모헨조다로와 하라파에서부터 시작된다. 그 때부터, 인도의 건축과 토목공학은 지속적으로 개선되었고, 인도아대륙과 근방에 사원, 궁전, 요새에서 나타난다. 건축과 토목공학은 sthapatya-kala로 불렸는데, "건설의 예술"이라는 의미를 가지고 있다.
아이홀레와 파타다칼의 사원들은 힌두교 사원의 제일 앞선 예시들로 알려져 있다. 많은 사찰과 힌두교 사원이 인도의 석조건축의 휼륭한 예시로 알려져 있다. J.J. O'Connor와 E. F. Robertson에 따르면 술바스트라스는 '제단 건설의 규칙'을 부여한 베다의 부록이라고 한다. "그것들은 상당한 양의 기하학적인 지식을 가지고 있었지만, 수학은 그것이 만들어내지 않았고 순수하게 종교적인 의도로 개발된 것이다."
인도의 건축과 토목 공학은 쿠샨 제국과 마우리아 제국 시기에 발루치스탄과 아프가니스탄에까지 퍼졌다. 아프가니스탄의 바미안 석불처럼 산의 절벽 전체를 뒤덮는 부처의 조각상이 만들어졌다. 일정 기간 동안 고대 인도의 건축의 예술은 그리스 양식과 융화되었고 중앙아시아로 퍼져나갔다.
이는 호이살라 건축, 비자야나가르 건축, 서부 찰루키아 건축과 같은 다양한 왕조의 건축을 포함한다.
인도 바로크 건축 양식을 채택한 세인트앤 교회는 그 시대의 제일 저명한 건축가들의 영향 아래 있었다. 이 교회는 인도 양식과 유럽 건축 양식의 융화의 훌륭한 예시다.

### 불교 건축

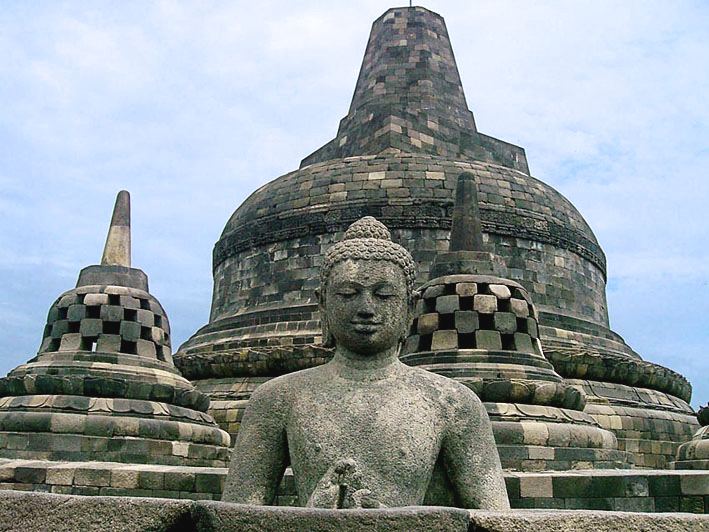
인도네시아 자바의 보로부두르 정상의 사리탑

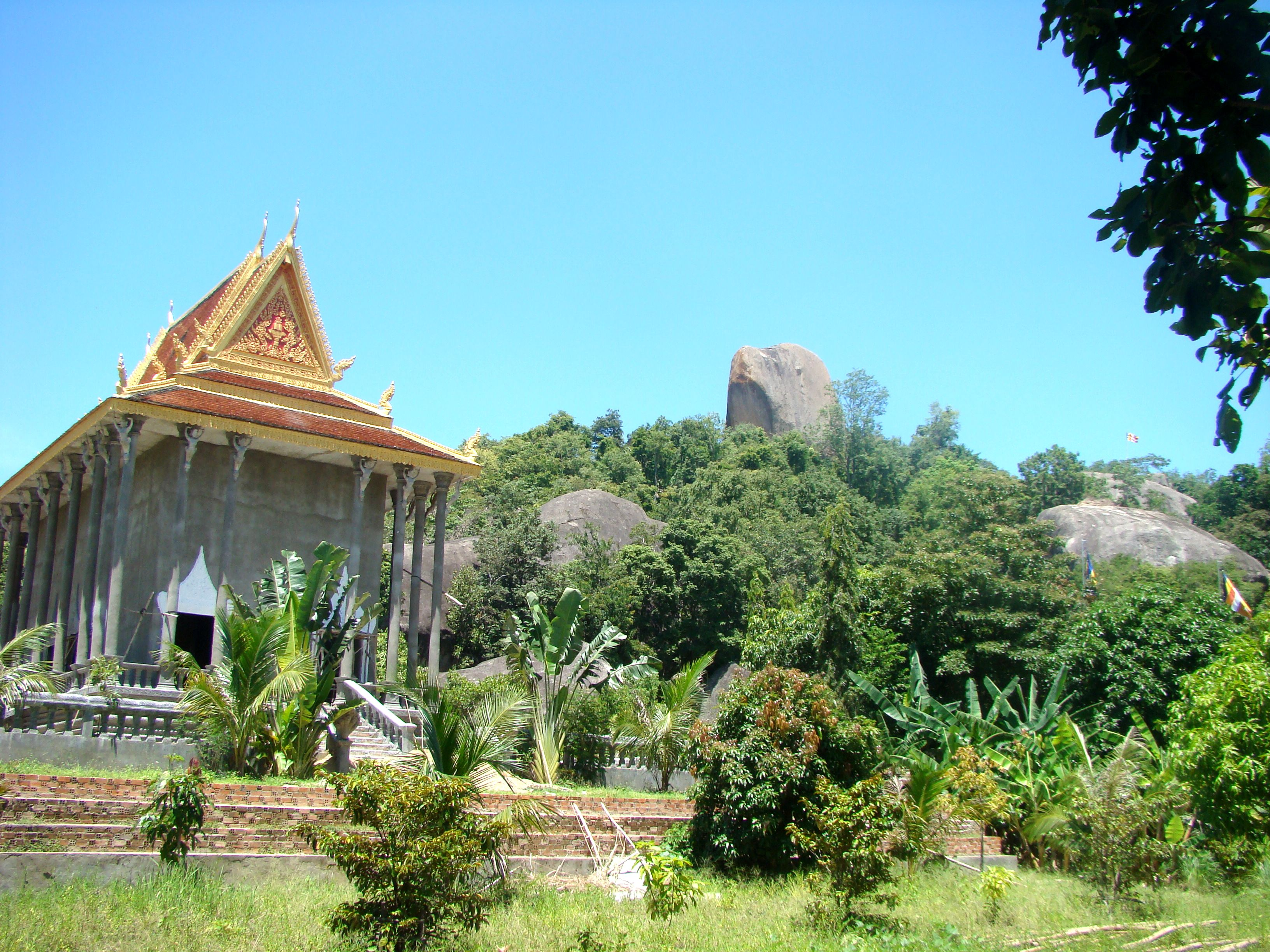
캄보디아의 건설 중인 절

## 동남아시아

### 캄보디아(크메르) 건축

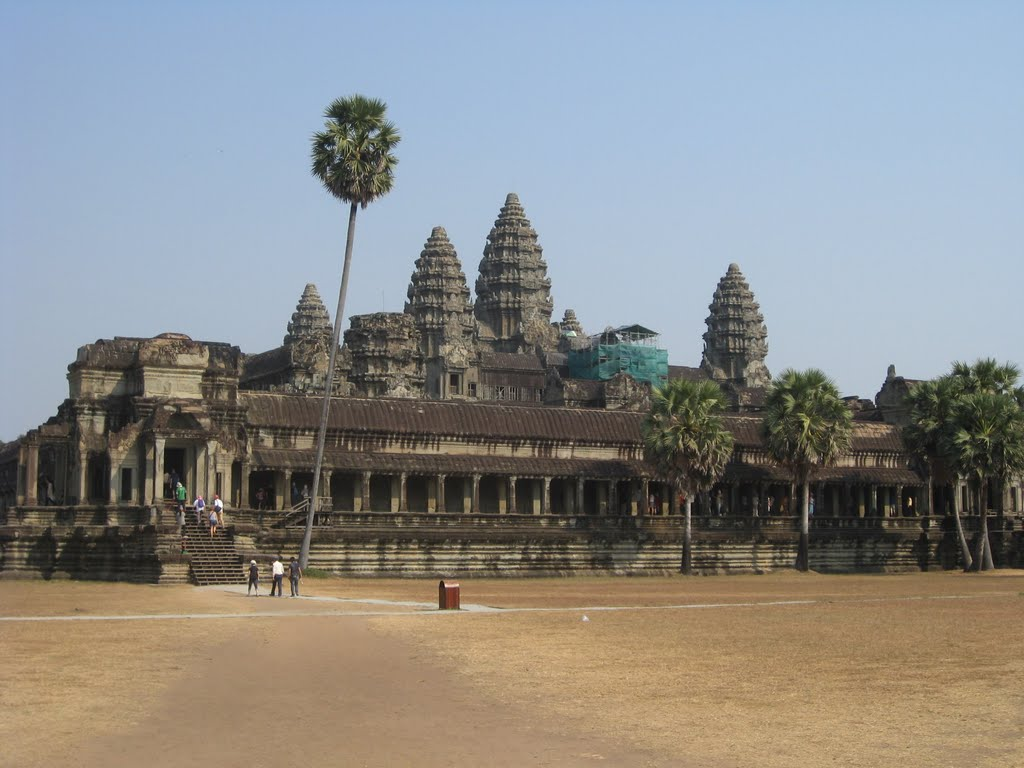
앙코르 와트는 크메르 건축의 최고의 걸작이다.

크메르 건축과 궁극적으로 크메르 문명에 대한 주된 예시는 종교적인 건물로 남아 있고, 그 수에서 주목할만하고 크기가 극단적으로 다양하다. 건물들은 불멸하는 신들을 위한 것이었고 그것들이 적색토와 사암과 같이 견고한 재료로 만든 벽돌로 지어있기 때문에 오늘날까지 남아있을 수 있었을 것이다. 건물들은 대개 악한 힘으로부터 보호받기 위해 담장으로 둘러싸여있었으나 종종 어디가 절의 담벼락이고 어디가 절이 일부분을 이루는 마을의 담벼락인지에 대한 혼동이 있었다.
12세기에 수리야바르만 2세에 의해 건설된 앙코르 와트는 크메르의 건축적인 걸작의 훌륭한 예시다. 건설된지 800년 이상이 지났지만 여전히 세계에서 제일 큰 종교 구조물의 명성을 유지하고 있다.

### 인도네시아 건축
인도네시아의 건축은 지역의 문화적인 다양성과 풍부한 역사적 유산을 반영한다. 인도네시아의 지리학적인 위치는 아시아 힌두-불교 건축과 오세아니아의 애니미즘적 건축 사이의 전이를 의미한다. 인도네시아의 광범위한 토착 건축은 나무 말뚝 우물, 높게 다듬어진 지붕, 확장된 지붕마루로 특징지어지는 오스트로네시아 건축 전통의 유산이다. 반면에 자바의 사원은 인도 힌두-불교, 특히 동남아시아쪽의 혈통을 이었다. 그렇지만 토착적인 영향이 건축유산들의 인도네시야 양식의 창조를 뚜렷하게 이끌었다. 12세기부터의 지역을 통한 이슬람의 점진적인 확산은 지역적인 요소와 이국적인 요소의 조합을 배척하는 이슬람 건축을 탄생시켰다. 유럽, 특히 네덜란드 상인들의 등장은 18세기와 현대의 인디스 양식으로 뚜렷하게 나타나는 동서 양식의 절충적인 합성을 만들어내기 위해 많은 인도네시아의 요소들이 네덜란드 현지의 건축에 받아들여지는 것을 보여주었다. 독립한 이후의 시기에서는 1970년대와 1980년대의 건축에서 명백히 드러나는 인도네시아의 건축의 일정 부분에의 모더니스트적 관념의 적용을 볼 수 있다.

## 동아시아

### 중국의 건축
중국의 건축은 특히 일본, 한국, 베트남, 류쿠에서 몇 세기동안 동아시아에서 나타난 건축의 양식을 나타낸다. 중국의 건축의 건설 이론은 크게 바뀌지 않은 채로 남아있었고, 주된 변형은 장식적인 세부사항에 그쳤다. 탕왕조 시절부터, 중국의 건축은 한국, 베트남, 일본의 건축 양식에 큰 영향을 끼쳐왔다.
신석기 시대의 룽산 문화와 청동기 시대의 얼리터우 문화에서부터 최초의 흙을 우겨넣은 방어시설들이 목조 건축의 증거와 함께 존재했다. 은허의 궁전의 지하유해는 상나라(기원전 1600-1046) 시대에 지어졌다. 역사시대의 중국에서는, 건축적인 강조가 특히 묵직한 기반과 그 위에 떠있는 큰 지붕의 건축을 통해 수평 축에 의존하며, 수직적인 벽은 그렇게 강조되지 않는다. 이는 높이와 깊이적인 측면에서 성장하는 경향이 있는 서양 건축과는 대조된다. 중국의 건축은 건물의 너비의 시각적인 효과를 강조한다. 이 기준에서의 일탈은 지역 전통으로 시작했고 결국 네팔에서 전해진 종교적인 수트라스를 보관하기 위한 불교 건축물-스투파-에 의해 영향을 받은 중국의 전통적인 탑 건축이다. 다층거주탑과 감시탑의 고대 중국 무덤 모델의 표현은 한나라(기원전 202 - 기원후 220) 시대에 지어졌다. 하지만, 현존하는 중국의 탑파 중 가장 먼저 건축된 것은 523년에 허난 지역에 건설된 40미터 높이의 원통 모양의 벽돌 탑인 숭악사 탑이다. 6세기 이후로 돌 건축이 더 흔해졌고, 제일 이른 것은 한 왕조의 무덤에서 발견된 돌과 벽돌로 만든 아치이다. 595년부터 605년까지 건축된 자오저우차오는 현존하는 중국의 제일 오래된 돌다리이며, 세계에서 제일 오래된 완전히 돌로 만들어진 스팬드럴이 빈 활꼴 아치 다리이다.

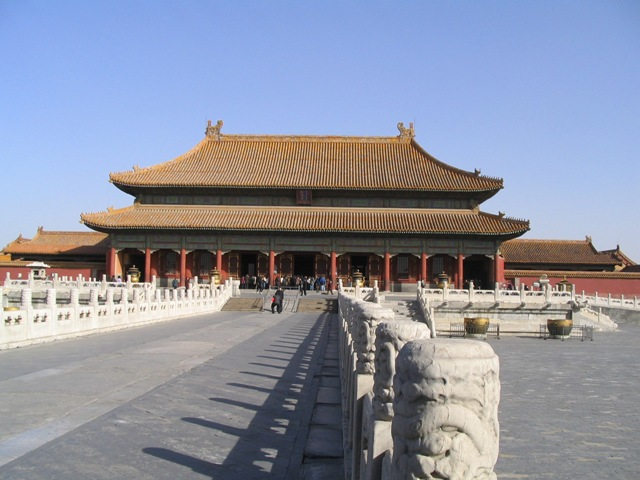
자금성 내부. 15세기부터의 중국의 건축의 예시다.

건축가, 장인, 공학자의 직업상의 교류는 과거를 통해 정부에 사대부를 등용한 현대 이전의 중국 사회에세 높게 존중받지는 못했다. 초기 중국 건축에 대한 대부분의 지식은 한 명의 장인으로부터 그의 아들이나 제자에게 전해졌다. 그렇지만 한 왕조 시기까지 거슬러 올라가는 건축에 대한 사전적인 정보를 수록한 중국의 건축에 대한 몇 개의 초기 전문 서적들이 있다. 중국의 고전적인 건축적 전통의 수준에 대한 서술과 삽화는 리 지에(1065-1100)에 의해 1100년까지 쓰였으며 1103년에 출판된 건물 안내책자인 영조법서에서 찾을 수 있다. 그것에는 구조물의 종류와 건설 자재를 분류하고, 홀과 건물의 구성요소의 집합을 보여주는 수많은 세심한 삽화와 설계도가 있다. 중국의 황제를 위하여 지어진 건물에서만 사용된 어떤 건축적인 양상이 있다. 한 예는 노란색 지붕 기와의 사용이다. 노란색은 황제의 색으로 여겨졌고, 노란 지붕 기와는 여전히 자금성 안의 대부분의 건물을 장식한다. 반면에 천단은 하늘을 상징하기 위해 파란 기와를 사용한다. 지붕은 거의 항상 받침대로 받쳐지는데, 이 모양은 제일 거대한 종교적 건물에서만 찾아볼 수 있다. 건물의 나무 기둥과 벽의 표면은 붉은 색을 띠는 경향이 있다.
현재는 수많은 중국의 건축 설계가 포스트모던과 웨스턴 양식을 따른다.

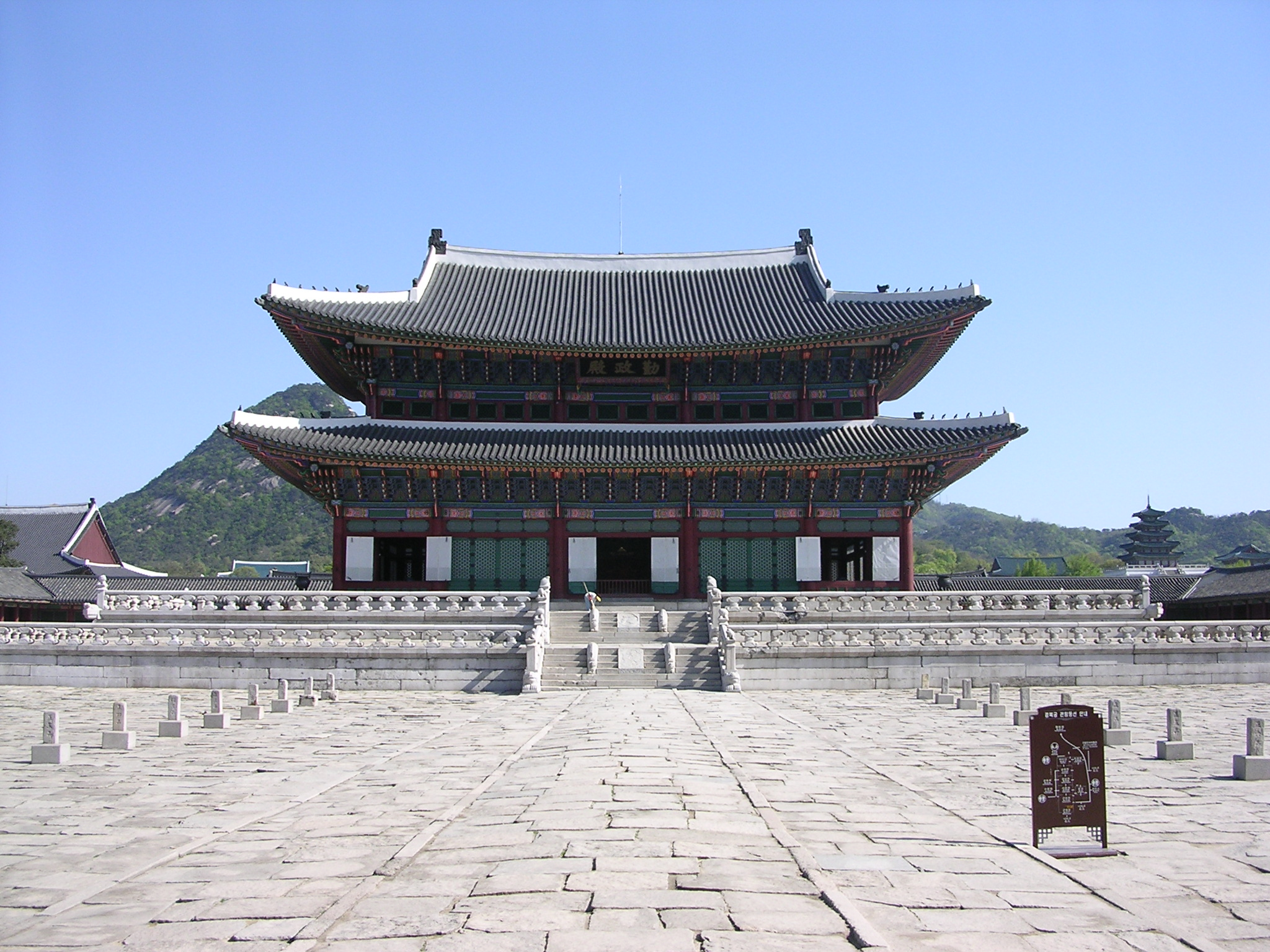
대한민국 서울 경복궁의 근정전

### 한국의 건축
대표적으로 한옥을 들 수 있다

### 일본의 건축

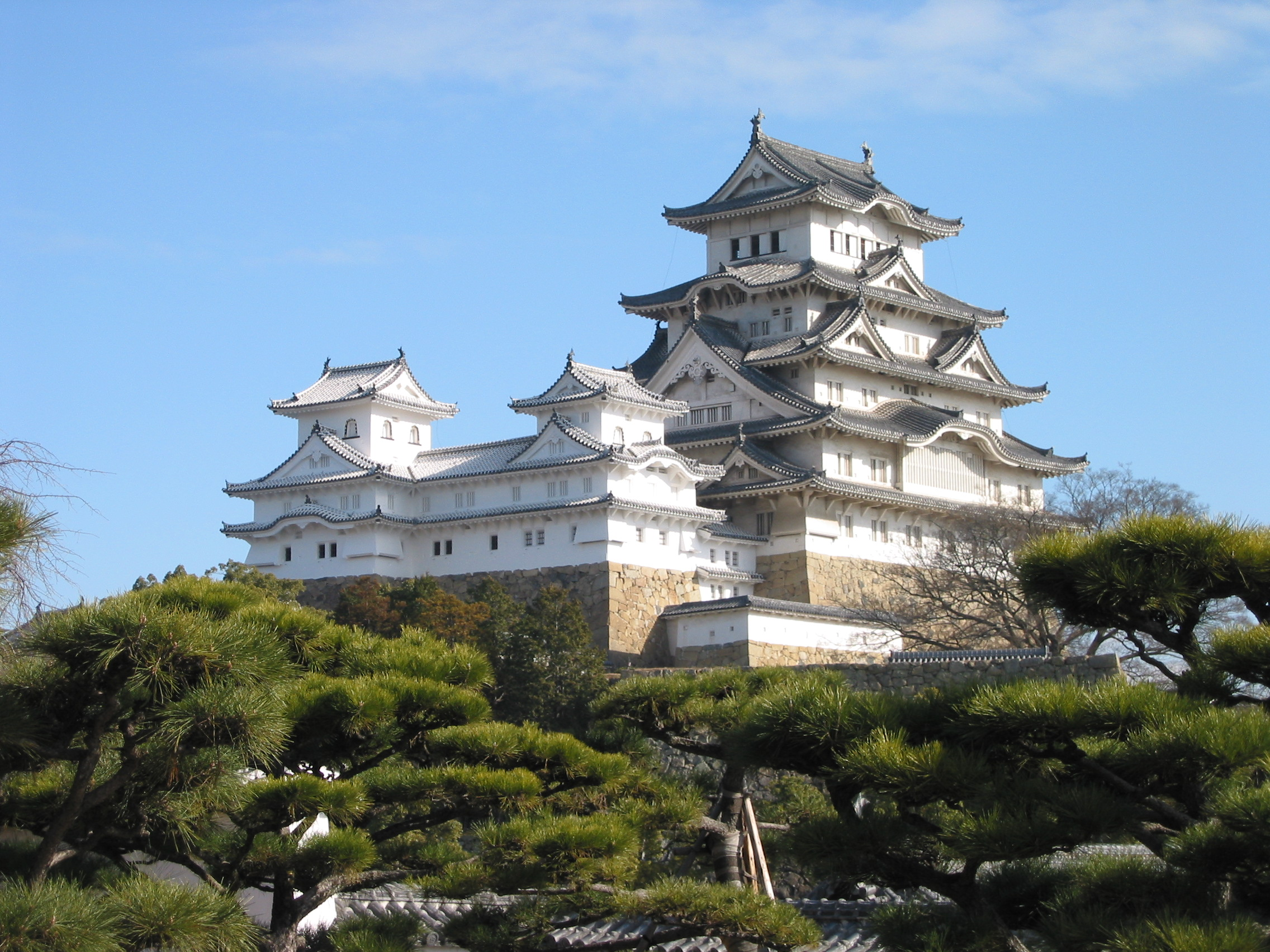
니시노마루에서 바라본 히메지성

일본의 건축은 일본의 문화의 다른 측면만큼이나 긴 역사를 가진다. 이는 또한 일본의 독특함이라 할 수 있는 많은 중요한 구별점을 보인다.
중세 시기의 일본에서 두 개의 새로운 건축의 형식이 당시의 군사적인 환경에 맞춰서 개발되었다. 문제가 생긴 봉건군주와 그의 병력을 수용하기 위해 지어진 방어적인 구조물인 '성'과, 봉건사회에서의 군주의 신하의 관계를 반영하여 설계된 연회실과 개인적인 공부 공간인 '쇼인'이다.
2차 세계 대전 이후에 일본을 재건할 필요성이 생겼기 때문에, 일본의 주요 도시는 현대 건축의 수많은 예시들을 가지고 있다. 일본은 억세게 고정된 사원의 바닥의 무게를 지지하기 위해 캔틸레버 이론에 빠삭했기 때문에 현대적인 마천루의 설계에 일정한 역할을 했다. 새로운 도시 계획의 발상은 내부 공간을 감싸거나 배치하는 이론인 오쿠에 기반했는데, 이는 도시적인 요구에 적합한 일본의 공간적인 개념이며, 일본을 재건하는 동안 적용되었다. 모더니즘은 1950년대부터 일본에서 점점 인기가 높아졌다.

## 서구 침략 이전의 아메리카

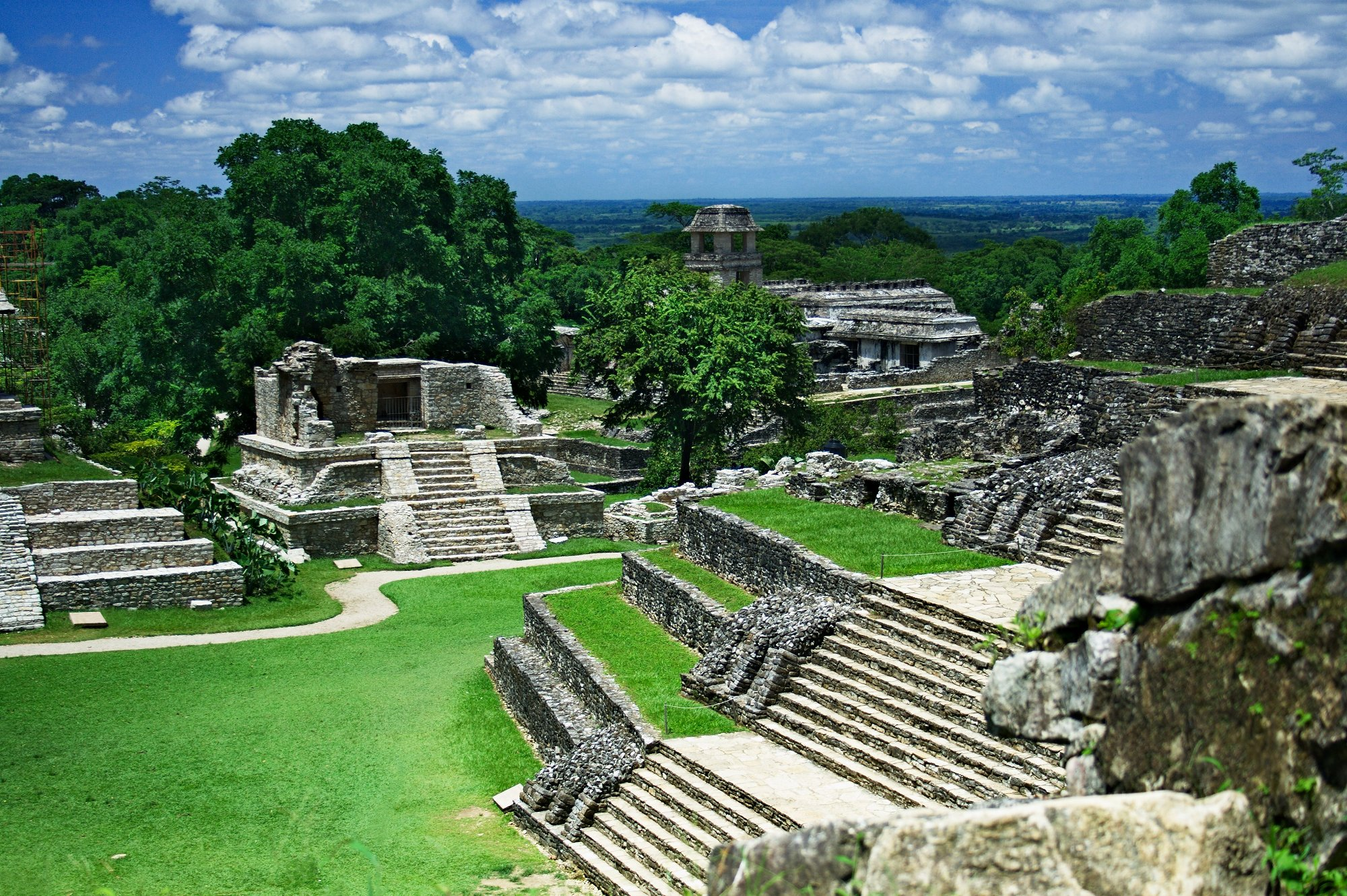
고전기의 중앙아메리카 건축의 훌륭한 예시인 팔렝케(멕시코 치아파스)의 마야 도시의 중앙 광장의 조망

마야 사원 엘 카스티요

### 중앙아메리카의 건축
중앙아메리카의 건축은 서구 침략 이전의 문화들과 올멕, 마야, 아즈텍 등의 메소아메리카의 문명들이 공공의, 의식에 쓰이는, 도시의 건물과 구조물의 형태로 알려져 있는 전통들에 의해 만들어졌다. 메소아메리카의 건축의 독특한 모습은 서로 다르지만 서로 상당히 연관되어 있는 다양한 지역적이고 역사적인 양식들을 포함한다. 이 양식들은 수천 년 동안 중앙아메리카 문화의 다른 문화들 사이의 집약적인 문화적 교류의 결과로 일어난 중앙아메리카의 역사의 다양한 양상들을 통해 개발되었다. 중앙아메리카의 건축은 대개 고대 이집트의 것을 제외하고는 제일 거대한 피라미드로 주목받는다.

### 잉카의 건축

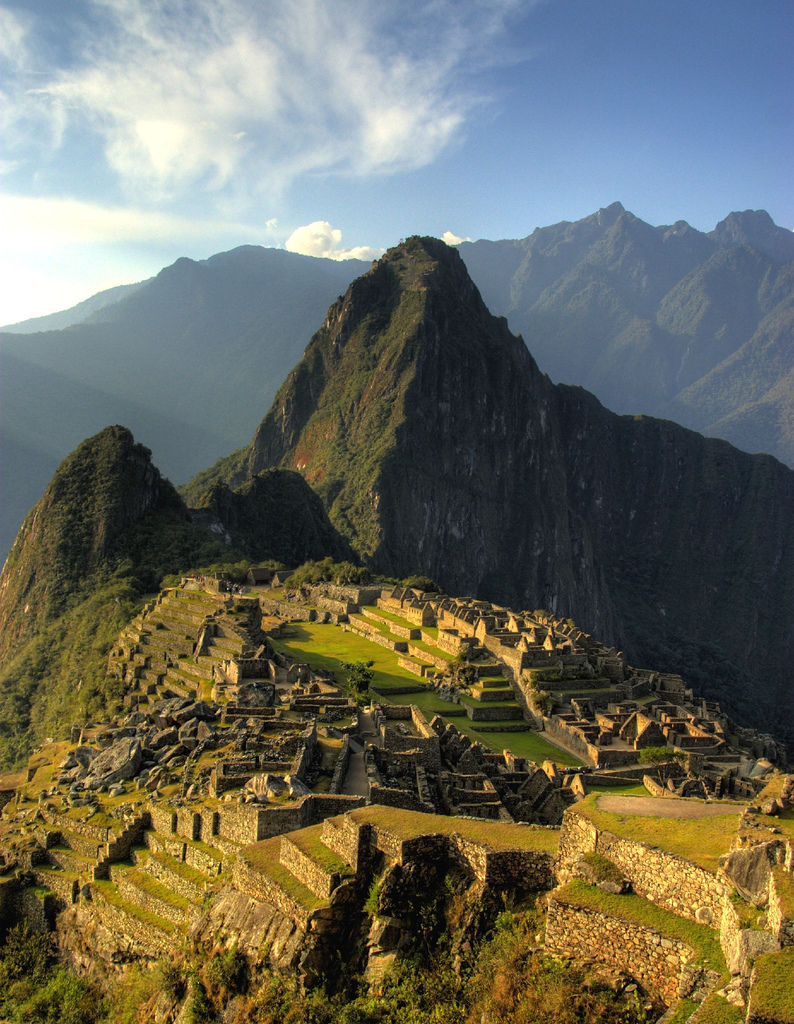
마추픽추의 모습

잉카의 건축은 잉카 제국에 의해 개발된 주요한 건축 성과를 뒷받침한다. 잉카는 대륙의 서쪽의 대부분을 뒤덮은 광범위한 도로 체계를 구축했다. 잉카 현수교는 세계 최초의 현수교로 여겨진다. 잉카에서는 바퀴(지형을 고려했을 때 비실용적이었다)나 말이 사용되지 않았기 때문에, 그들은 길과 다리를 사람과 라마의 무리가 지나다니기에 적합하게 만들었다. 이전에 잉카의 수도였던 쿠스코의 오늘날의 건축의 상당 부분의 잉카와 스페인 양쪽의 영향을 보여준다. 유명한 버려진 도시 마추 픽추는 잉카의 건축의 남겨진 예시 중 최고의 것이다. 다른 훌륭한 장소는 올란타이탐보다. 잉카는 회반죽을 사용하지 않은 세련된 석공 기술을 보유하고 있었다.

### 북아메리카의 고대 건축

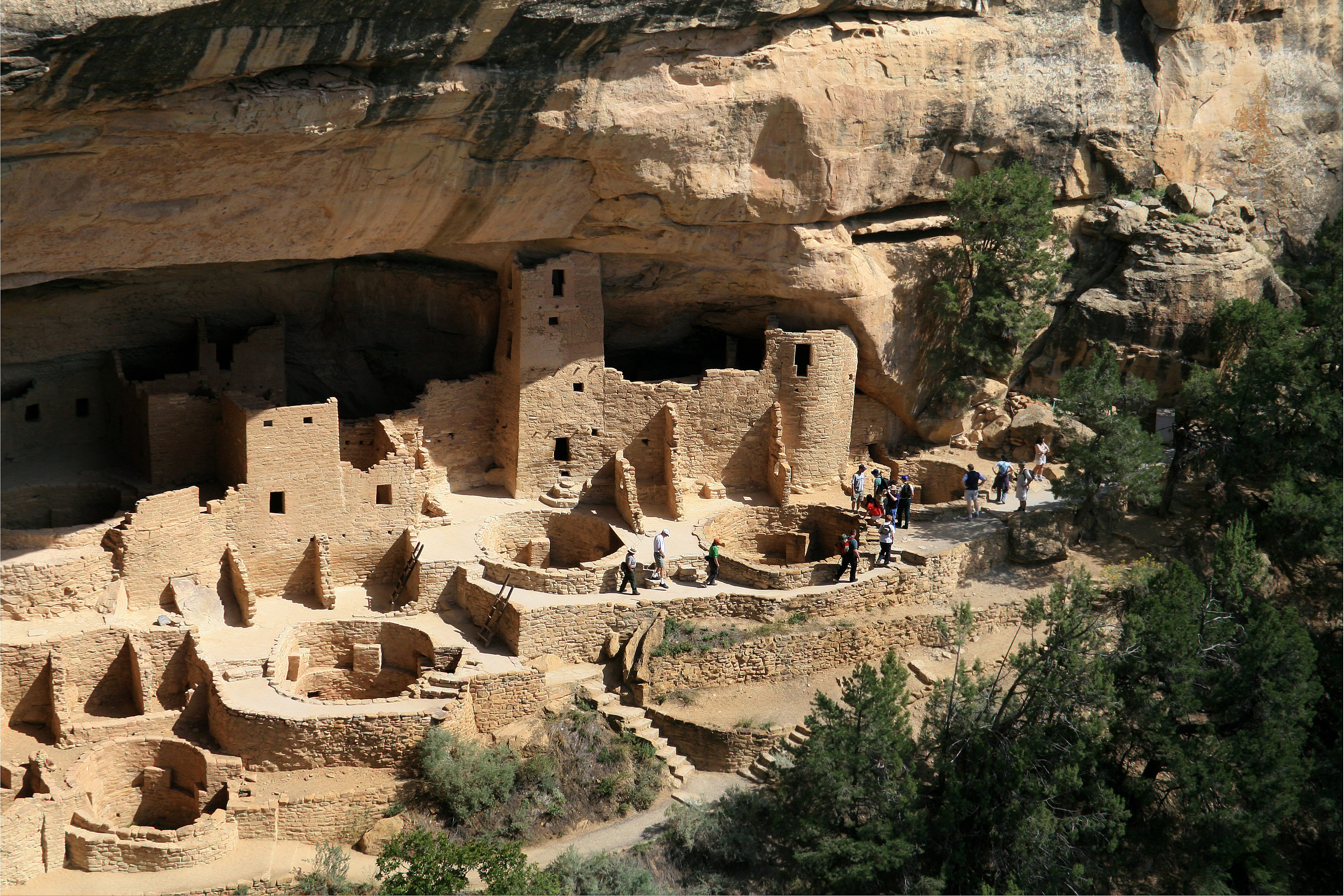
푸에블로 인디언에 의해 지어진 미국 콜로라도의 메사베르데의 절벽 궁전

현재 미국이 있는 장소에, 미시시피 문화와 푸에블로 문화는 상당한 공공 건축을 만들어냈다. 미시시피 문화는 거대한 흙으로 된 플랫폼 마운드의 건설로 대표되는 언덕 건설자 중 하나였다.
종종 지역적으로 건축적인 독특함을 가진 비영구적인 건물들은 오늘날의 아메리카 건축에 영향을 미치고 있다. 노스캐롤라이나 주의 Tushar Ghosh는 그의 요약본 "직물의 세계"를 통해 한 가지 예시를 보여준다. 덴버 국제공항의 지붕은 지역 문화의 티피스를 모방을 했거나/하고 영향을 받은 직물 구조로 이루어져 있다. 로이드 본은 에버그린 주립 대학에 대한 저서에서 역시 현 시대의 건물에 영향을 끼친 굉장히 다양한 지역 건축의 예시를 나열한다. 아메리카 원주민 연구 프로그램은 서구의 침략 이전의 북서 대서양 건축에서 유래한 오늘날의 롱하우스에 자리를 잡았다.

## 1400년까지의 유럽

### 중세 건축
중세 시대의 세속적인 건축의 남아있는 예시들은 주로 방어에 사용되었다. 성과 방어벽은 남아있는 중세 건축의 제일 주목할 만한 종교와 무관한 예시를 제공한다. 창문은 장식적인 의도보다도 석궁병에게 안에서 안전하게 침입자를 사격할 수 있는 완벽한 여건을 제공하기 위해 십자 모양으로 만들어졌다.. 총안이 있는 흉벽은 지붕의 궁수에게 쏘지 않을 때 숨을 수 있는 피난처를 제공했다.

#### 로마네스크 이전
중세 초기의 서유럽의 건축은 초기 기독교와 메로빙거, 카롤링거, 오스만, 오스트리아를 포함하는 초기 로마네스크로 나뉠 수 있다. 이 용어들은 다소 문제가 있지만 시대의 시작의 의미를 적절하게 수행한다. 각각의 시기의 역사에 대한 고찰은 트라첸버그의 "역사화"와 "현대화"의 요소, 이탈리아와 북쪽의, 스페인의, 비잔틴의 요소의 대립, 그리고 특히 왕, 교황, 다양한 성직자들 사이의 종교적이고 정치적인 책략을 포함한다.

#### 로마네스크

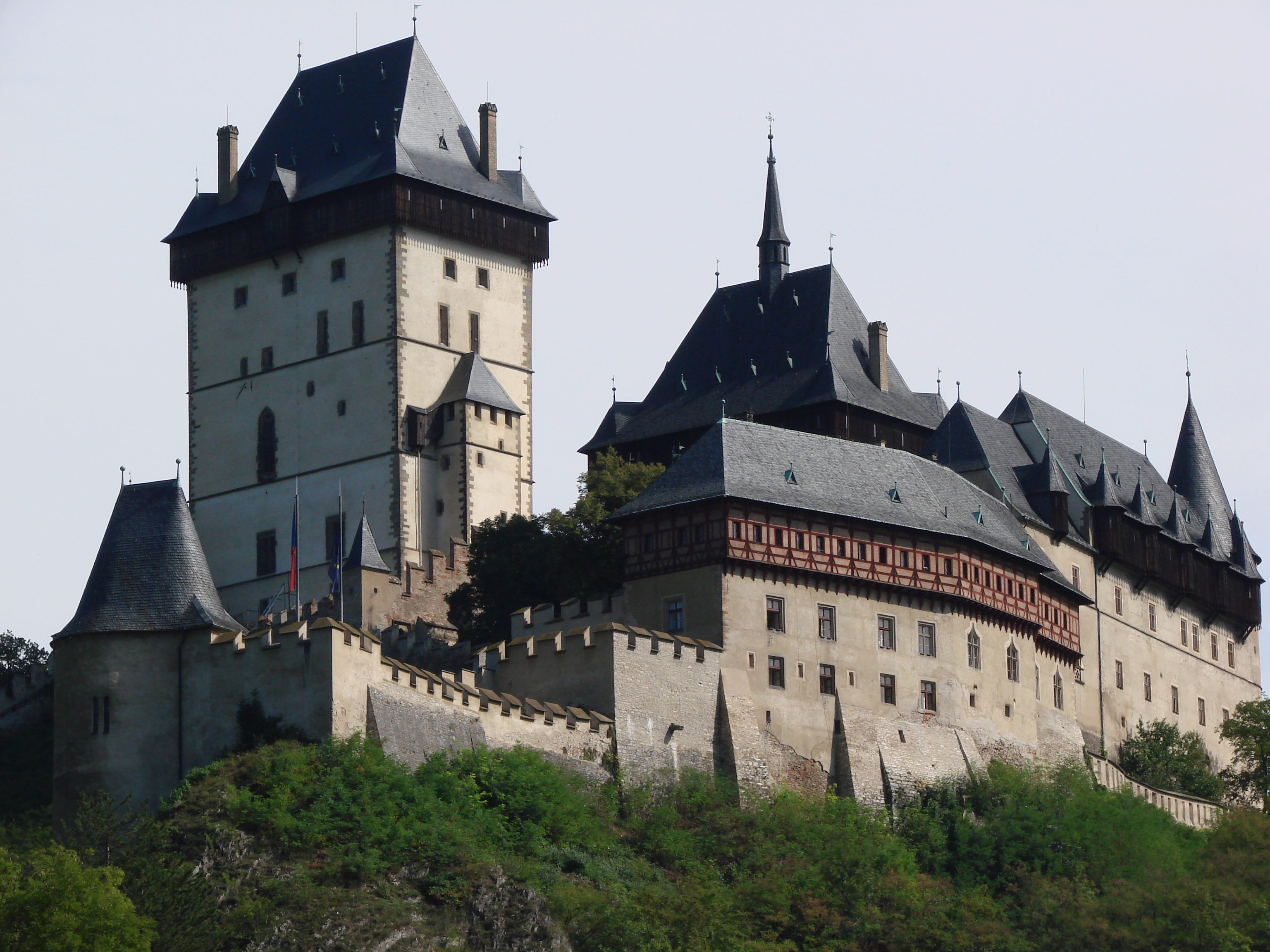
카를슈테인 성은 카를 4세에 의해 1348년에 지어진 거대한 고딕 성이다.

11세기와 12세기 동안에 중세의 유럽에서 흥했던 로마네스크는 로마 이후 최초의 범유럽 양식이며 예시는 대륙 전체에서 발견된다. 이 용어는 그것이 묘사하는 예술과 동시대의 것은 아니지만, 오히려 형태와 재료에 있어서의 로마와의 유사성에 기반한 현대적인 학문의 발명이다. 로마네스크는 둥글거나 살짝 뾰족한 아치, 총알모양 볼트, 볼트를 지지하는 십자형의 기둥의 사용으로 특징지어진다.

#### 고딕
고딕 건축의 다양한 요소는 11세기와 12세기의 많은 건축 계획에서 등장하며, 특히 일드프랑스의 영역에서 그렇지만, 우리가 오늘날 분명하게 고딕 양식이라고 구분할 만한 형태는 파리 근처의 생드니의 생드니 대성당에서 처음으로 융합되어 나타난다. 수직성은 창문의 큰 확장, 플라잉 버트레스에 의해 지지되는 벽의 줄어든 표면, 총알 모양의 뾰족한 아치, 석재 리브볼트, 다발기둥, 작은 첨탑과 급격히 뾰족한 첨탑을 동반하는 거의 골격만이 있는 석조 구조물을 보여주는 고딕 건축에서 강조된다. 창문은 성경과 성인의 삶에서 발췌한 일화들을 보여주는 스테인드 글라스를 포함했다. 이러한 설계의 진보는 성당이 어느 때보다도 커질 수 있도록 했고, 교회를 가능한 한 높이 짓는 지역 간의 경연대회와도 같은 것이 되었다.

### 르네상스 건축

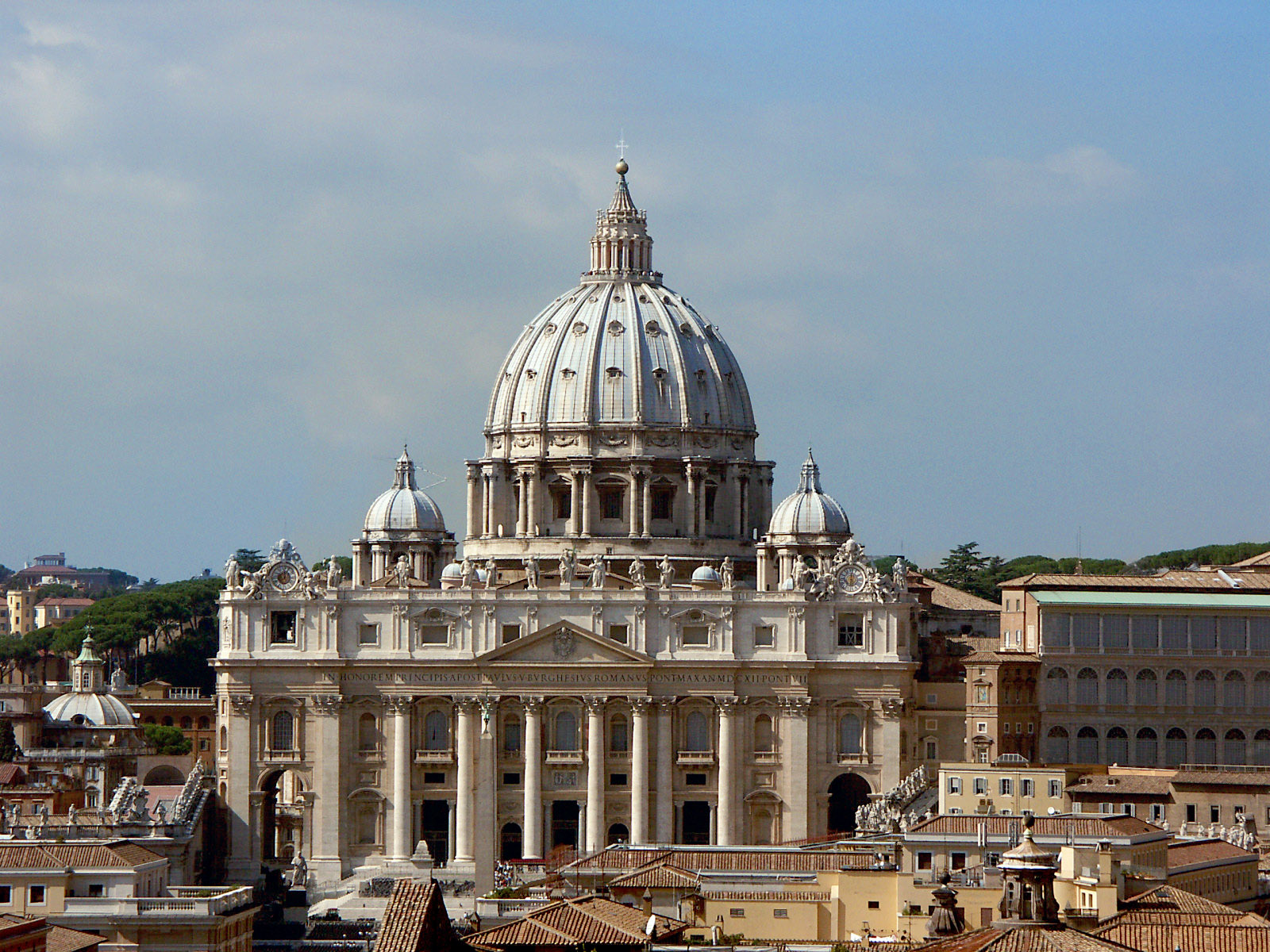
로마의 성 베드로 대성당

르네상스는 흔히 14세기에 시작된 이탈리아 르네상스를 의미하지만, 최근의 연구는 15세기 이전에 유럽에 있었던 비슷한 경향의 존재를 밝혀냈다. 결과적으로, '근세'라는 용어는 문화적인 경향을 묘사하는 데 흔히 사용되게 되었다. 이 문화적인 재탄생의 기간은 흔히 고전적인 유물에서의 학문의 부활과 예술을 먹여살리는 새로운 과학적인, 철학적인 지식의 흡수로 여겨진다.
중세 건축에서의 발달은 지질학이 신성한 창조를 필멸하는 존재와 관련짓기 위한 방편으로서 물질의 유형성과 빛의 무형성 사이의 중재를 수행하는 방식을 고려했다. 이 관계는 수평선의 새로운 표현을 통해 인간 이해의 영역에 무한의 감각을 가져온 원근법의 발명으로 일정 부분 바뀌었고, 르네상스 그림에서 나타난 공간의 확장이 이를 증거하며, 새로운 인문주의적 발상을 형성하는 데 도움을 주었다.
원근법은 인간 이성을 통해 이해되고 조종가능한 보편적인, 아 프리오리한 사실로서의 새로운 이해의 영역을 대표한다. 그래서 르네상스 건물은 공간이 어떤 고정된 시점에서 유래한 그들의 전체성 속에서 이해되기 위해 설계된 개념적인 분명함의 다른 감각을 보여준다.
르네상스는 15세기 후반에 샤를 8세가 나폴리 정복 후에 몇 명의 이탈리아 예술가와 함께 프랑스에 복귀했을 때 프랑스로 확산되었다. 르네상스 샤토는 루아르 계곡에 지어졌고, 제일 이른 예시는 앙부아즈 성이며, 이 양식은 프랑수아 1세 치세에 널리 퍼졌다.(루아르 계곡의 샤토를 참고하자.) 샹보르 성은 고딕 구조물과 이탈리아식의 장식의 조합이다. 퐁텐블로 성의 작업에 1540년 이후에 참여한 세바스티아노 세를리오와 같은 건축가들이 담당하여 진행한 양식이 적용되었다.
필리베르 들로름, 안드루에 뒤 세르소, 자코모 비뇰라, 피에르 레스코와 같은 건축가들은 새로운 발상으로 인하여 영감을 얻었다. 파리의 루브르의 카레 궁전의 남동쪽의 내부의 모습은 레스코에 의해 설계되었고 장 구종의 외부 조각으로 덮여 있다. 건축은 헨리 2세와 헨리 3세에 계속해서 번창했다.
영국에서 최초의 르네상스 건축의 훌륭한 주창자는 팔라디오의 영양이 굉장히 강한 이탈리아에서 건축을 수학한 인디고 존스(1573-1652)였다. 존스는 새로운 유행에 대한 열정으로 가득 차서 영국에 복귀했고 그 즉시 1616년에 그리니치에 지어진 퀸즈 하우스와 3년 뒤에 화이트홀에 지어진 방케팅 하우스와 같은 건물들의 설계를 시작했다. 분명하고 깔끔한 선들과 대칭성으로 대표되는 이 작품들은 여전히 멀리온 창문, 총안, 성탑이나 쓰고 있던 나라에서는 혁명과도 같았다.

## 유럽과 식민지의 건축

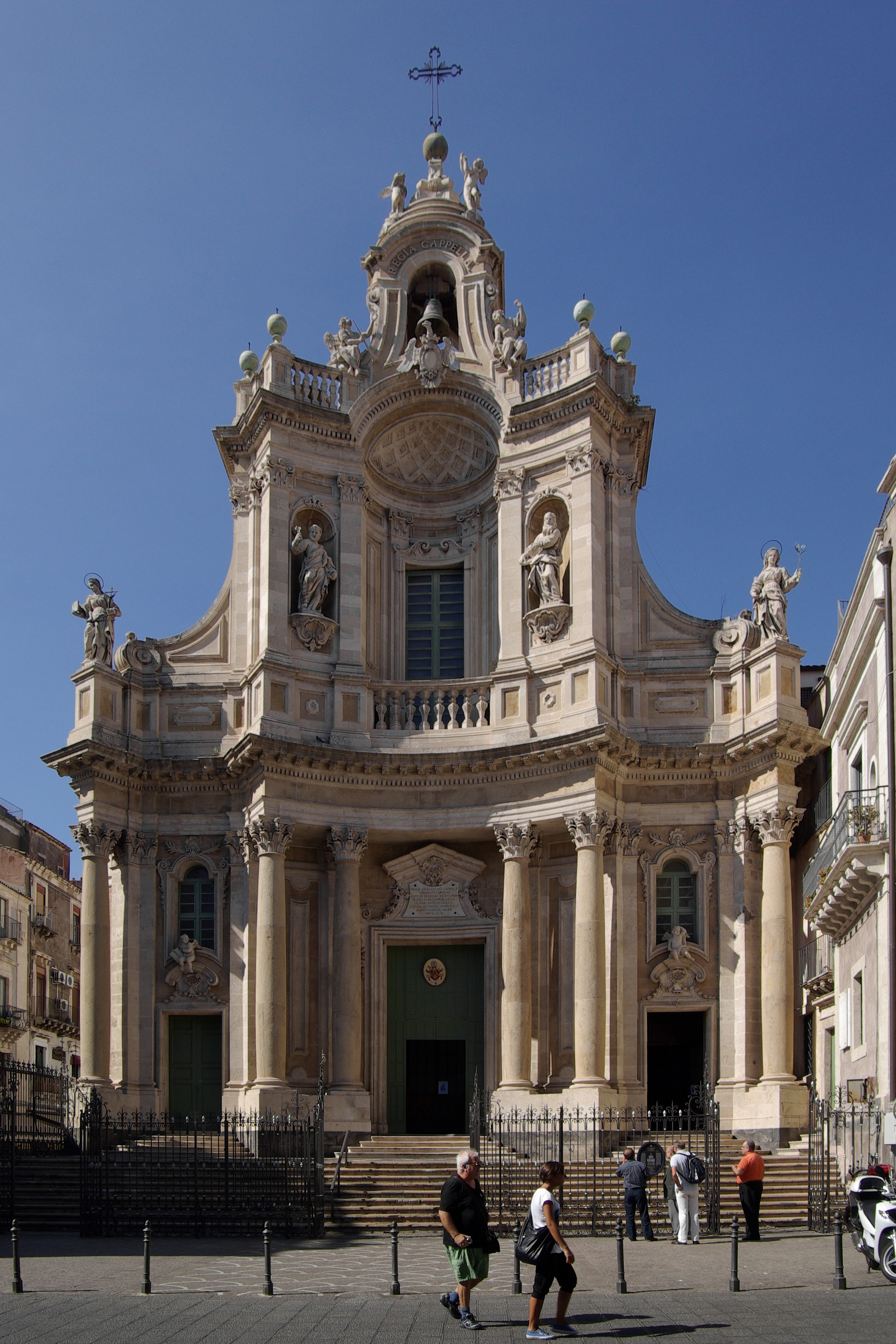
Sicilian Baroque: Basilica della Collegiata, Catania, Sicily, Italy.시칠리아 바로크: 이탈리아 시칠리아 카타니아의

16세기부터 20세기 초반까지 유럽의 다양한 식민제국들이 발흥하여, 유럽의 새로운 양식적인 유행이 전 세계에 수출되거나 적용되었고, 종종 새로운 지역적 변형의 발달을 야기했다.

### 바로크 건축
르네상스에 이은 매너리즘과 바로크의 시기는 의미와 표현에 대한 증가하는 불안의 신호였다. 과학과 철학의 중요한 발견들은 실재의 수학적인 표현을 문화의 나머지와 분리했고, 사람이 건축을 통해 세계와 관계하는 방식을 기본적으로 바꾸었다. 그것은 로코코의 장식적인 취향 아래에서 제일 극단적이고 장식적인 발달을 이루었다.

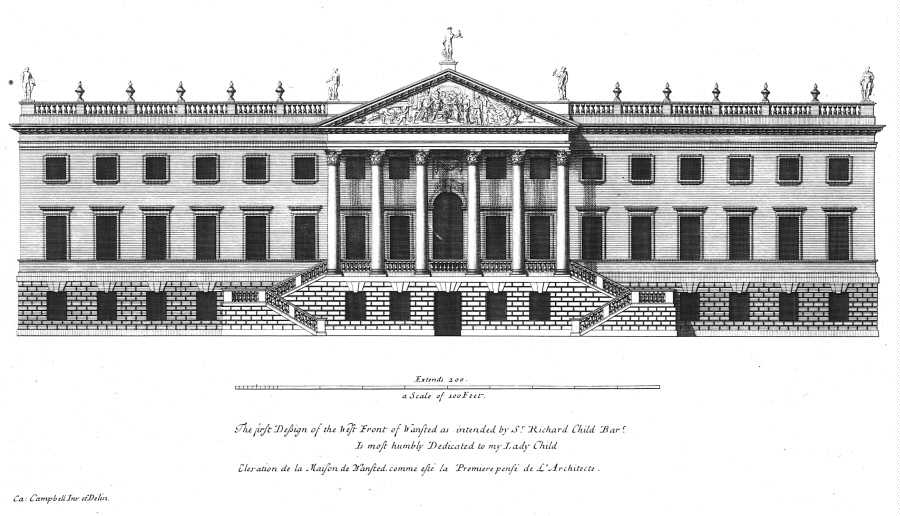
콜렌 캠벨의 Vitruvius Brittanicus의 삽화

### 고전으로의 복귀
17세기 후반과 18세기에, 베니스에서 16세기에 태어난 안드레아 팔라디오의 작품과 이론은 영국에 다시 번역되고 적용되었고, 그의 건축 사서의 영문판 번역과 콜렌 캠벨의 Vitruvius Brittanicus 등의 패턴 북을 통해 전파되었다. 이 팔라디오 건축과 계속되는 고전적인 형상화는 새로운 국가 건축에 대해 연구하던 토머스 제퍼슨과 다른 미국의 초기 건축가들에게 점차 영향을 주었다.
18세기 중반까지, 바로크 시기보다 장식을 더욱 억제하고 정확한 고전적 형태를 사용하는 경향이 있었고, 폼페이와 헤르쿨라네움의 발굴을 동반한 그랜드 투어의 일부분으로서의 고전적인 폐허의 방문의 증가에 의해 영향을 받았다.
연방건축은 1780년과 1830년 사이에, 특히 1785년에서 1815년에 북아메리카에 적용된 고전화된 건축의 이름이다. 이 양식은 그 이름을 당시의 시대, 연방 시대와 이름을 공유한다. 이 용어는 같은 시기에 미국의 가구 설계에 같이 사용되었다. 이 양식은 넓게는 독일어권의 비데마이어 양식의 중산층 고전주의, 영국의 리젠시 양식, 프랑스 제국 양식에 대응된다.

### 복고주의와 오리엔탈리즘

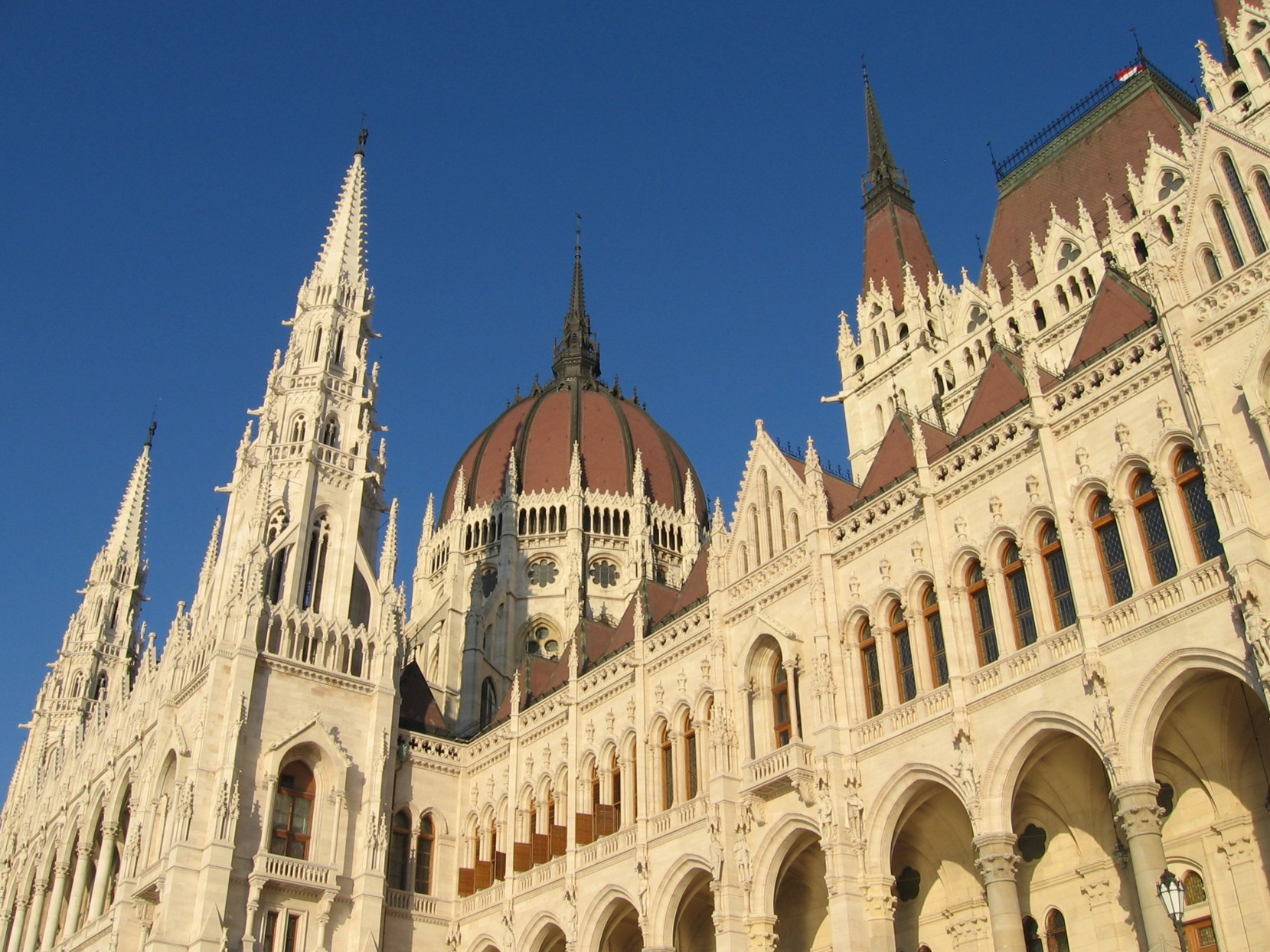
고딕 리바이벌 건축: 부다페스트의 국회의사당

"우리가 어떤 양식을 건축해야 하는가?" - 하인리히 헙쉬
19세기는 다양한 양식적인 부활, 변형, 번역으로 점철되었다. 

### 보자르 건축

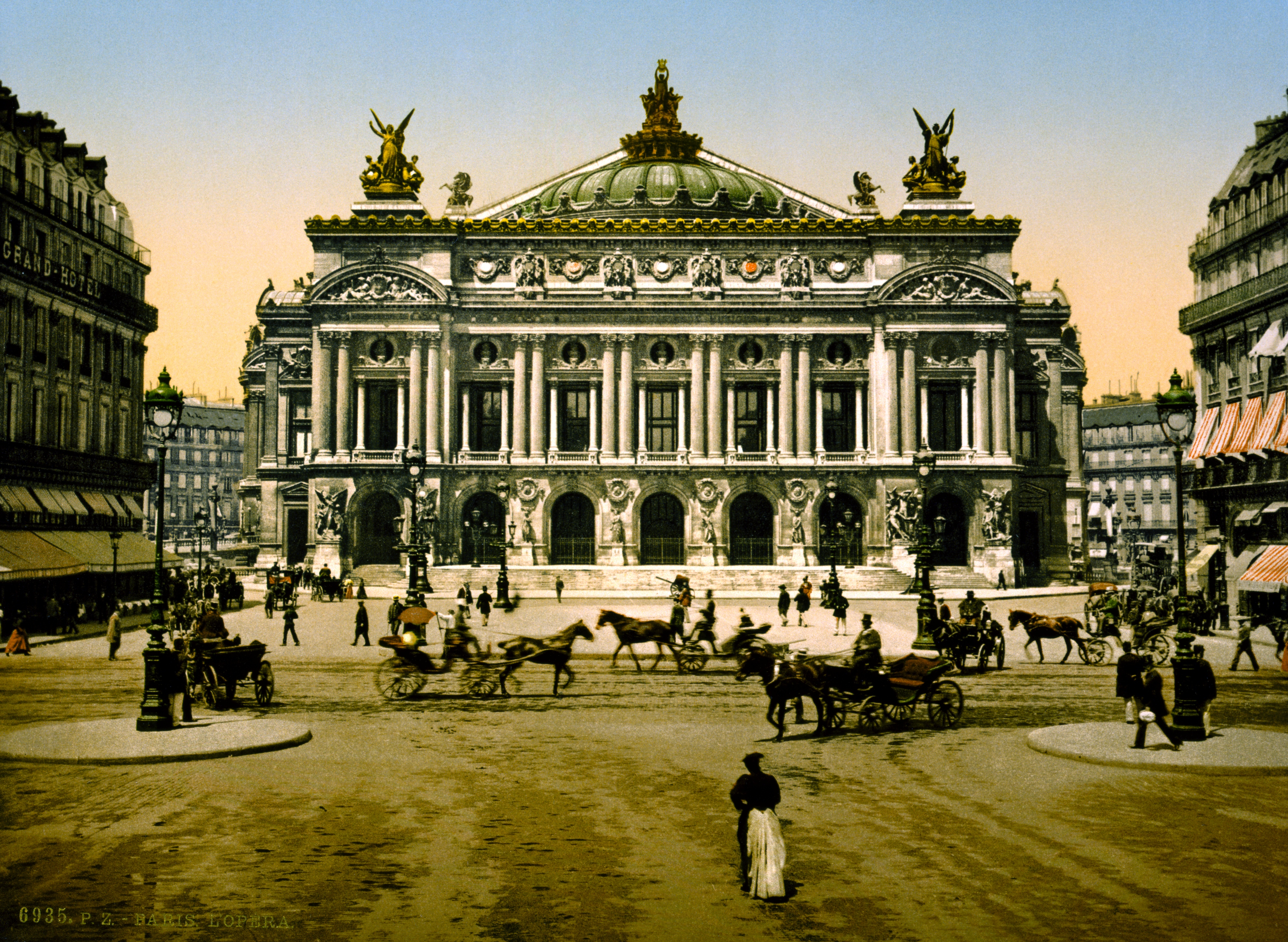
팔레 가르니에는 에밀 졸라가 "모든 양식들의 호화로운 사생아"라고 특징지은 보자르 건축의 대표적인 건축물이다.

보자르 건축은 파리의 에콜 데 보자르에서 가르쳤던 학구적인 고전주의 건축 양식을 의미한다. '보자르' 양식은 처음에는 왕실건축원에서, 그리고 혁명 이후에는, 미술원의 건축 분야 담당에서 이끌었던 두 세기 반 동안의 교육의 모든 누적적인 생산을 넘어선다. 앙시앙 레짐이 조직한 로마 상의 건축 분야의 대회의 조직은, 로마에서 공부할 기회를 제공했고, 제2제국시대(1850-1870)와 뒤를 이은 제3공화국 시기에 절정에 달한 그것의 성향과 미학을 교육과정에 새겼다. 보자르 건축이 초래한 교육 방식은 1968년까지 큰 혁신 없이 계속되었다.

### 아르 누보

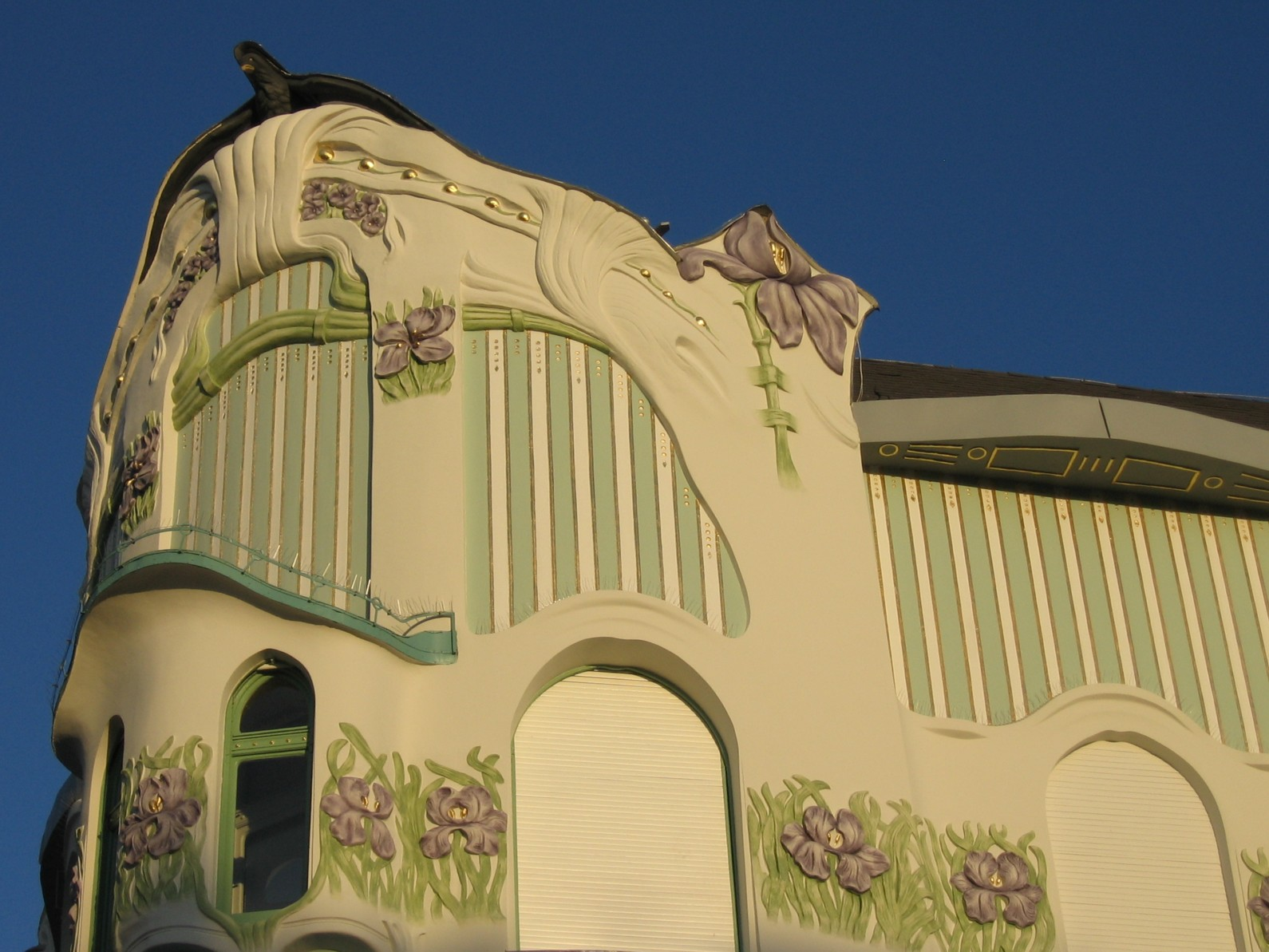
아르 누보 건축: 헝가리 세게드의 Reök Palace

1900년 경에 전 세계의 많은 건축가들이 전통적인 옛 것들을 새로운 사회적인 요구와 기술적인 가능성과 통합하기 위한 새로운 건축적인 해결책을 개발하고 있었다. 브뤼셀의 빅토르 오르타와 앙리 반 데 벨데, 바르셀로나의 안토니오 가우디, 비엔나의 오토 와그너, 글래스고의 찰스 레니 매킨토시, 다른 많은 건축가들의 작품은 옛 것과 새 것 사이의 공통된 투쟁으로 볼 수 있다.

### 초기 현대 건축
초기 현대 건축은 1900년대에 처음으로 등장한, 주로 형태의 단순화와 장식의 제거의 비슷한 성질을 가진 수많은 건물 양식과 함께 시작되었다. 1940년대까지 이 양식은 입지를 단단히 굳혔고 국제양식으로 알려지게 되었다.
현대 건축의 정확한 성질과 기원은 여전히 번역과 토론의 여지가 남아있다. 루이스 설리반이 지어낸 격언 "형태는 기능을 따른다"가 중요한 계기가 되었다. 건축에서 기능주의는 건축가는 건물의 용도에 기반하여 건물을 설계해야 한다는 이론이다. 이 진술은 처음에 등장했을 때만큼 자명하지 않고, 전문가들에게 혼란과 논란을 일으키는 문제인데, 특히 현대건축에 관해서 그렇다.

### 표현주의 건축

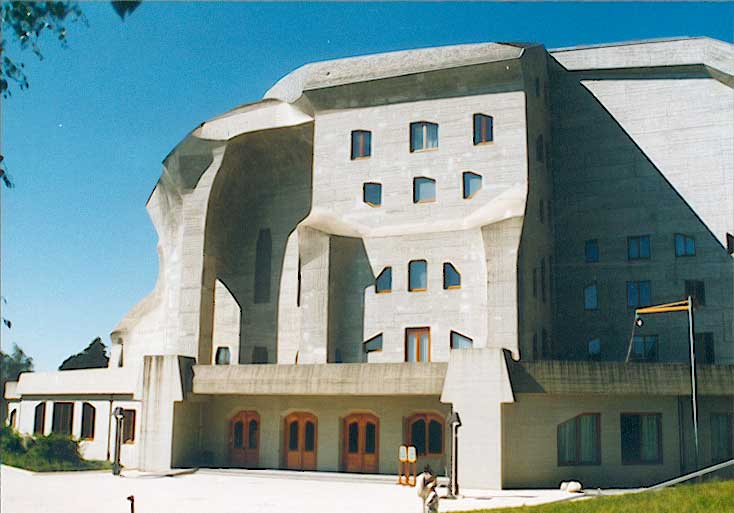
1923년에 루돌프 슈타이너가 지은 괴테아눔

표현주의 건축은 표현주의의 시각예술과 행위예술과 병행하여 20세기의 첫 10년 동안 북유럽에서 발달된 건축의 경향이다.
이 양식은 때때로 자연적인 생체의 형상에서, 때로는 벽돌, 강철, 특히 유리의 대량 생산이 제공하는 기술적인 가능성에서 영감을 받은 고급 재료, 형태적인 혁신, 굉장히 특이한 볼륨감의 초기 모더니즘적 적용으로 특징지어진다. 많은 표현주의 건축가들이 1차 세계대전에서 싸웠으며 1919년의 독일 혁명 이후의 정치적인 혼란과 사회적인 격변이 섞인 그들의 경험이 이상향적인 외양과 낭만적인 사회주의적 의제를 낳았다. 경제적인 여건은 1914년에서 1920년 중반까지의 건설 계약의 숫자를 심각하게 제한했고, 브루노 타우트의 Alpine Architecture와 헤르만 핀스테를린의 Formspiels와 같이 제일 중요한 표현주의 건축물 중 상당수가 종이 위의 계획으로 남게 되었다. 이 시기에 일회성 전시 건물들은 아주 많았고 굉장히 중요했다. 극장과 영화를 위한 시노그래피는 표현주의적 형상화를 위한 또다른 수단과, 가혹한 경제적인 환경에서 대회를 준비하는 디자이너들을 위한 부수적인 수입을 제공했다.

### 아르 데코

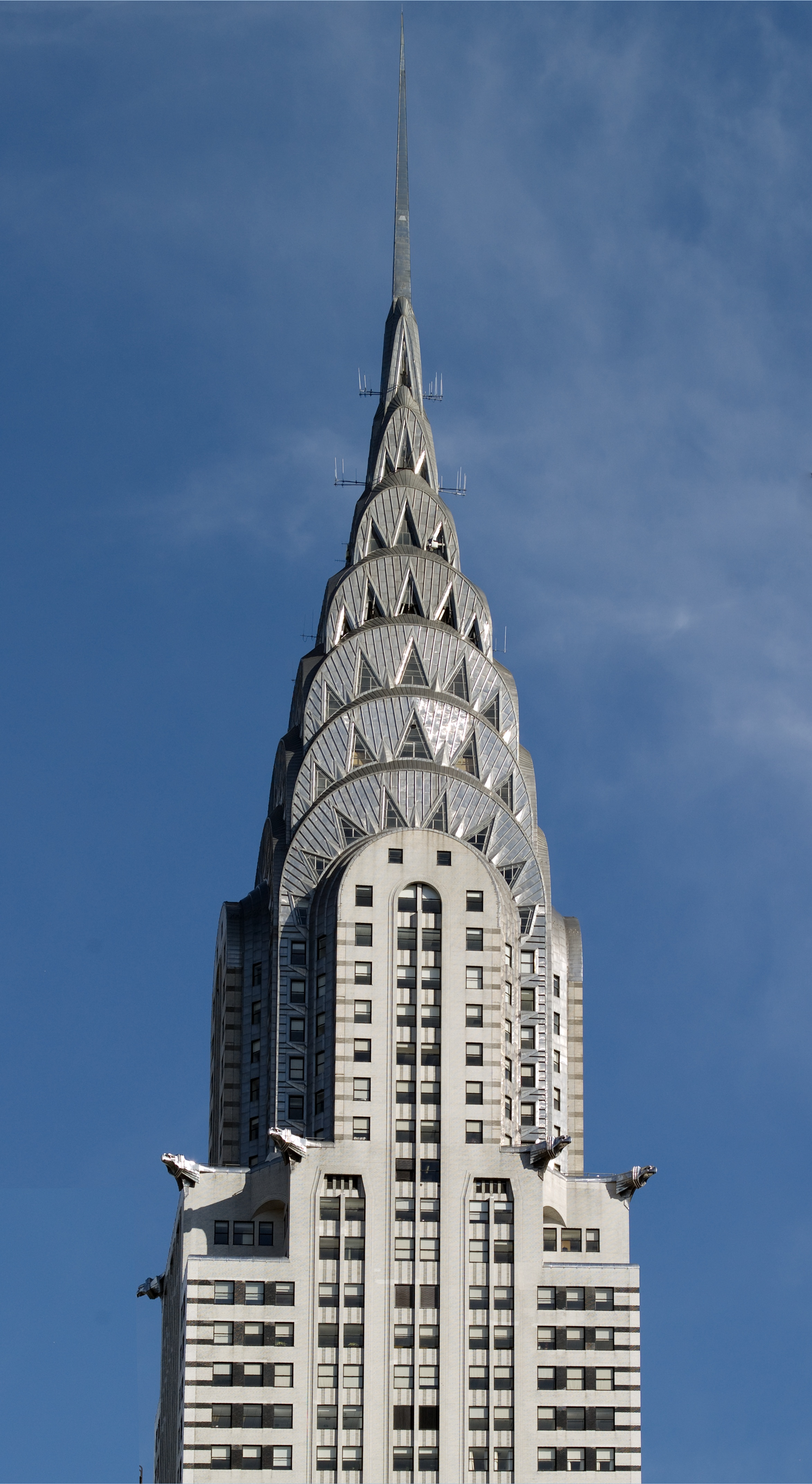
뉴욕의 아르 데코 양식의 크라이슬러 빌딩(1930)

건축에서 아트 데코 양식은 제 1차 세계 대전 직전에 오귀스트 페레의 샹젤리제 극장(1911-1913)과 헨리 소바쥬의 마조렐 빌딩(1913)과 함께 파리에서 나타났다. 대리석, 세라믹과 스투코, 나중에 스테인리스 스틸의 명판으로 장식된 건물의 외부에 적용된 강화 콘크리트, 기하학적 형태, 직선, 장식적인 조각의 혁신적인 사용은 아르 누보에서 떨어져 나온 것이었다. 양식은 1920년대와 1930년대에 정점에 달했고, 이름을 1925년에 파리에서 열린 현대장식미술·산업미술국제전에서 가져왔다. 아르 데코는 특히 1920년대 후반의 미국에서 인기를 끌었는데 크라이슬러 빌딩(1930)과 엠파이어 스테이트 빌딩(1931)을 포함하는 마천루와, 뉴욕 시의 라디오 시티 뮤직 홀(1932)과 캘리포니아 오클랜드의 파라마운트 극장을 포함하는 호화로운 영화 극장에 이 양식이 사용되었다. 1930년대에 원양 정기선, 비행기, 기차의 공기역학적인 형체의 휘어짐에서 영감을 받은 스트림라인 모던이라 불리는 벗겨진 변종이 나타났다. 아트 데코는 1930년대에 전 세계의 사무실 건물, 정부 건물, 기차역과 영화관에 사용되었지만, 30년대 말에 대공황과 보기에 지나치게 장식적이라고 느꼈다고 비난한 르 코르뷔지에와 같은 모더니즘 건축가의 양식에 대한 강한 비판으로 인해 급격하게 쇠퇴했다. 1939년에 이 양식은 유행에서 크게 벗어났고 더 금욕적인 국제양식으로 대체되었다.

### 국제양식

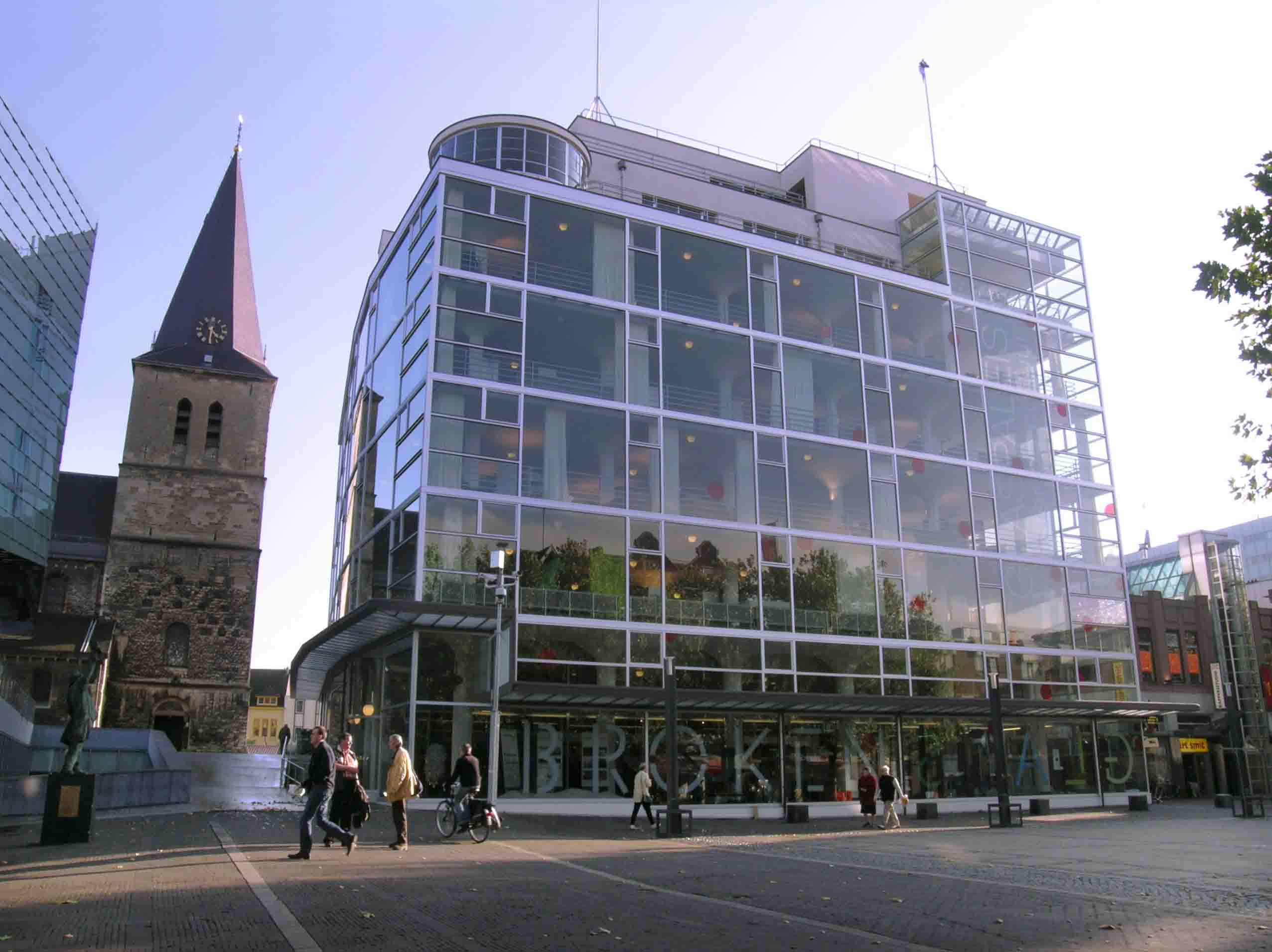
네덜란드 헤를렌의 유리 궁전(1935)

국제양식은 1920년대와 1930년대의 주요한 건축의 유행이었다. 이 용어는 주로 2차 세계대전 이전의 모더니즘이 형성된 시기의 건물과 건축가를 나타낸다. 이 용어는 전 세계에 걸쳐 모더니즘의 일반적인 특성을 구별하고 분류하고 확장한 헨리 러셀 히치콕과 필립 존슨이 쓴 책의 이름에서 따왔다. 그 결과, 모더니즘의 양식적인 측면에 좀 더 집중하게 되었다. 국제양식의 기본적인 설계 이론은 그래서 모더니즘을 구성하는 부분이다.
모더니즘의 발상은 처음에는 설립자 발터 그로피우스, 이후엔 하네스 마이어, 마지막으로 루트비히 미스 반 데어 로에의 지휘 하에 바이마르(1919년부터), 데사우(1926년부터 1932년까지), 마지막으로 베를린(1932년부터 1933년까지)에 있었던 독일 바우하우스 학교에서 특히 발전되었다. 건축에서의 모더니즘적 이론은 건물이 어떤 양식으로 지어져야 하는 지에 대한 질문을 우회하려는 시도와, 형태를 건물의 구조와 기능의 최소한의 표현에 다다를 때까지 줄이고자 하는 소망에 있었다. 미국에서 필립 존슨과 헨리 러셀 히치콕은 1931년에 이 새로운 현상을 그것이 새로운 양식 - 국제양식을 대표하는 것처럼 다루었고, 그래서 그것의 주요한 목적이 단지 전통적인 장식을 제거하는 문제인 것처럼 잘못 나타냈다. 추상적인, 과학적인 프로그램으로서 근대 건축을 추구하는 핵심적인 노력은 유럽에서 더욱 신실하게 이루어졌지만, 양식의 문제는 특히 르 코르뷔지에의 작업에서 언제나 그것의 더 엄격하고 금욕적인 목표를 드리우고 있었다.

### 현 시대의 건축

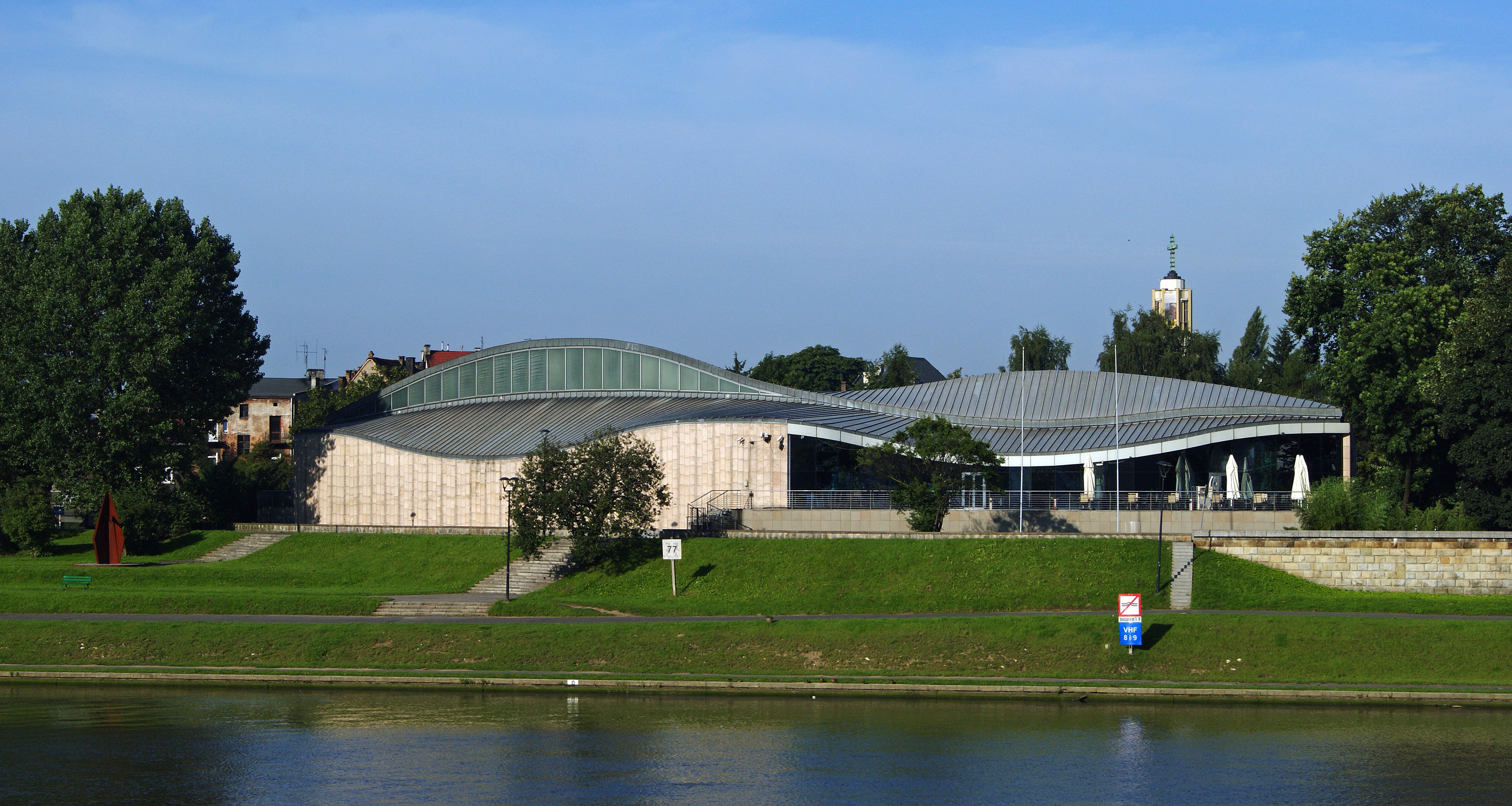
아라타 이소자키와 크쉬슈토프 인가르덴이 설계한 폴란드 크라카우의 망가박물관(1994)

### 근대 건축
근대 건축은 건물의 구조와 주제에서 비롯된 장식의 창조와 형태의 단순화로 요약된다. 근대 건축은 그것의 정확한 정의와 넓게 펼쳐진 시야를 동반하는 광범위한 운동에 적용되는 용어이다. 근대 건축은 21세기까지 현대 양식으로서 지속되어 왔으며, 회사 사무실 건물에 특히 두드러진다. 더 넓은 시점에서는, 근대 건축은 20세기의 전환기에 건축 설계의 근본을 이루는 이론들과 급격한 기술적인 진보와 사회의 현대화를 화합하기 위한 노력과 함께 시작되었다. 이는 수많은 운동, 디자인 학교, 건축 양식의 형태를 가지며, 때로 서로 대립하기도 하고, 자주 이러한 경계를 대등하게 허물기도 한다.

### 비판적 지역주의

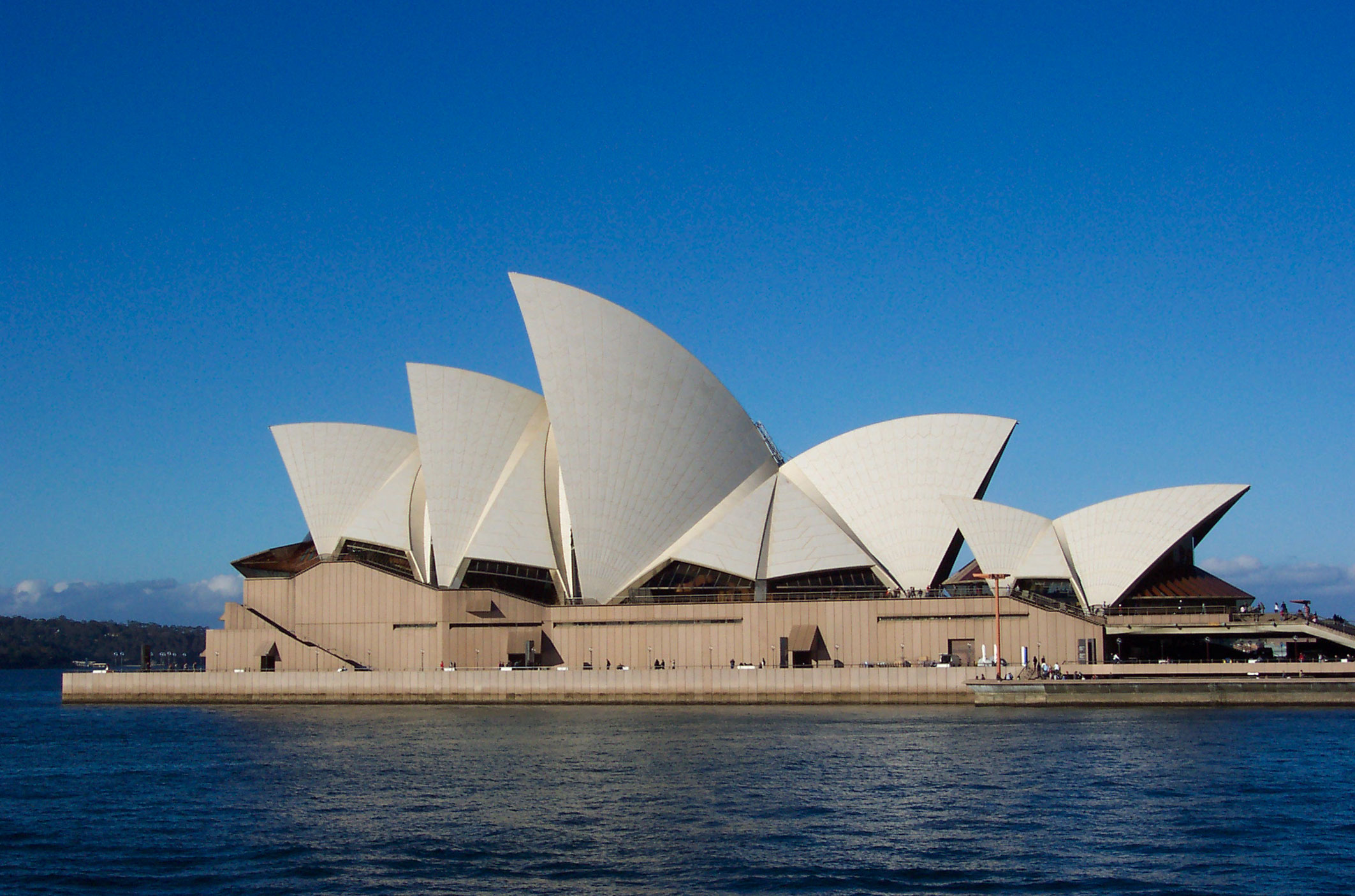
시드니 항구의 요트의 항해를 상기시키도록 설계된 시드니 오페라 하우스

비판적 지역주의는 장소와 의미의 감각을 주기 위해 맥락적인 힘을 사용해는 것으로 현대 건축의 비장소성과 의미의 부재에 대응하기 위해 발달한 건축에 대한 접근이다. 비판적 지역주의라는 용어는 알렉산더 초니스와 리안 르페브르에 의해 처음으로 사용되었고 케네스 프램프톤에 의해 유명해졌다.
프램프톤은 “비평적 지역주의를 향해: 저항의 건축을 위한 여섯 가지 요점"에서 그의 생각을 밀어붙였다. 그는 폴 리쾨르의 "어떻게 현대성을 획득하고 근원으로 되돌아갈 것인가. 어떻게 낡고 더 이상 사용되지 않는 문명을 부활시켜서 보편적인 문명에 보탤 것인가."에 대한 질문을 상기시킨다. 프램프톤에 따르면 비판적인 지역주의는 고유의 보편적인 진보적 가치를 위해 근대 건축을 비판적으로 받아들어야 하지만 동시에 특히 맥락에 어떻게 반응할 것인지에 대해 가치를 두어야 한다고 한다. 시노그래피보다 지형, 기후, 빛, 형태가, 시각적인 감각보다 촉각적인 감각이 강조되어야 한다. 프램프톤은 그의 주장을 보완하기 위해 현상학을 끌어왔다.

### 포스트모던 건축

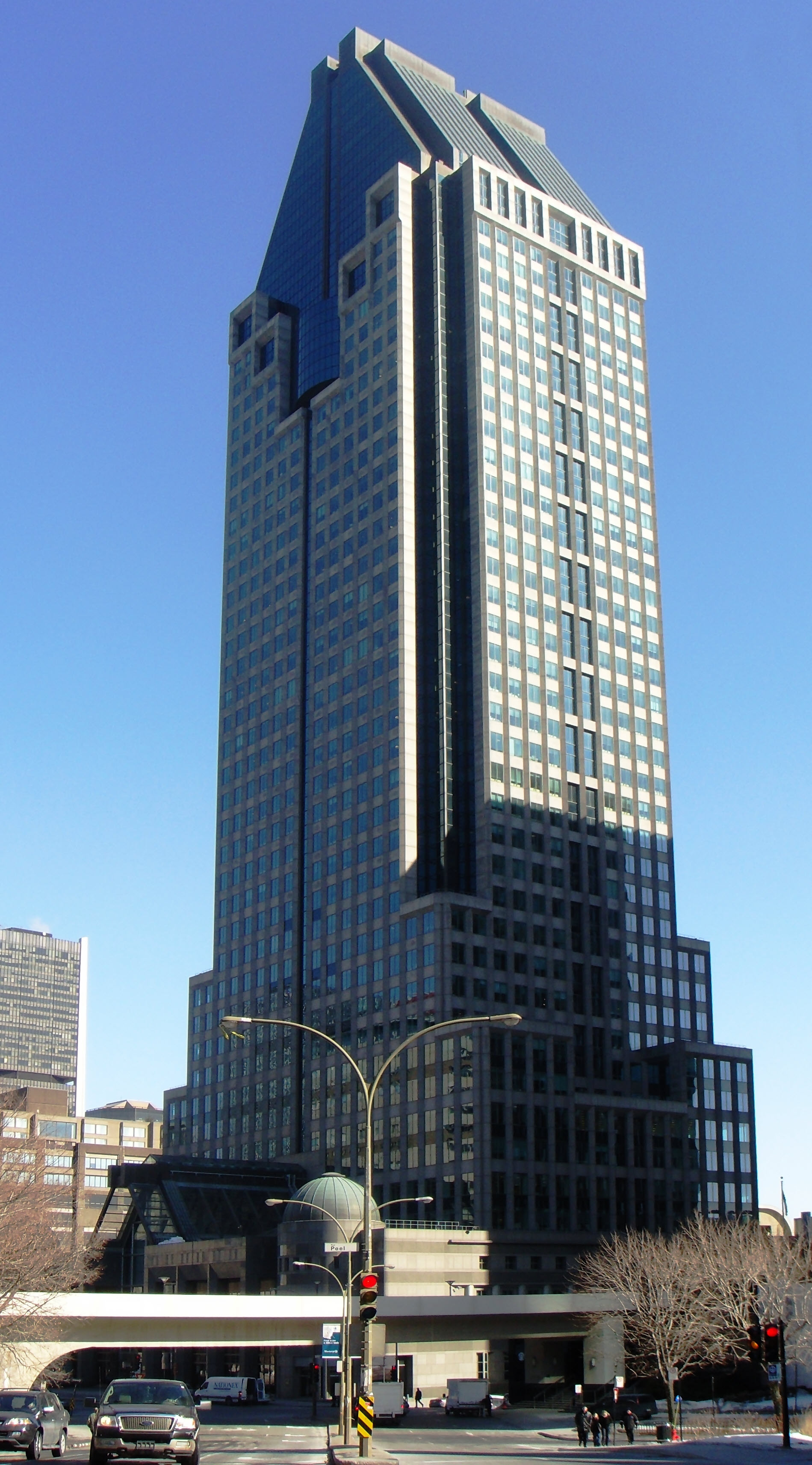
상단, 중단, 하단이 장식되고 뚜렷하게 구분되는 르 1000 드 라 고셰티에르. 모더니즘을 따르는 시그램 빌딩, 피카소 타워와 대조해보자.

포스트모던 건축은 보통 첫 예시로 1950년부터 만들어진 것들을 들 수 있으며, 오늘날의 건축에 영향을 미치고 있는 국제적인 양식이다. 건축에서 포스트모던성은 대개 모더니즘의 국제양식의 형식주의에 반응한 건축에서의 "wit, ornament and reference"의 복귀로 예고되었다고 생각된다. 많은 문화적인 운동처럼, 건축에서 포스트모더니즘의 제일 유명하고 눈에 띄는 발상들을 볼 수 있다. 모더니즘 운동의 기능적이고 형식화된 형태와 공간은 거리낌없이 다양한 미학으로 대체되었다. 양식은 융합되고, 형태는 그 자체로 적용되었으며, 친숙한 양식과 공간을 바라보는 새로운 방법이 풍부했다.
현대 건축의 고전적인 예시로 상업적 공간의 레버 하우스와 시그램 빌딩과 사적이거나 공적인 공간의 프랭크 로이드 라이트나 바우하우스의 건축이 있다. 포스트모던 건축의 과도기적 예시는 과거에서 요소와 참고할 것을 가져오고 색과 상징을 건축에 다시 도입한 포틀랜드의 포틀랜드 빌딩과 이전에 AT&T 빌딩이었던 뉴욕의 소니 빌딩이 있다. 포스트모던 건축을 위한 영감의 주요한 예시는 스트립의 평범하고 일반적인 건축을 찬양하는 1972년에 발간된 그의 저서 Learning from Las Vegas에서 로버트 벤투리에 의해 연구된 라스베이거스 스트립 사이에 있다. 벤투리는 미스 반 데어 로에의 경구 "적은 것이 많은 것이다"를 변형해 "적은 것은 지루한 것이다."라고 의견을 밝혔다.
포스트모던 운동에 이은 전근대적인 도시와 건축의 이상의 르네상스가 확립되었고 신도시주의와 신고전주의 건축이 두드러진 유행이 되었다.

### 해체주의 건축

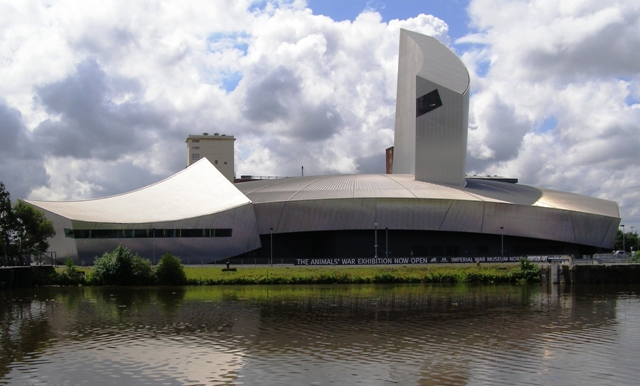
맨체스터의 제국 전쟁 박물관 북관은 세 개의 명확하게 교차하는 휘어진 형체로 구성된다.

건축의 해체주의는 1980년대 후반에 시작된 포스트모던건축의 발달이다. 이것은 파편화, 설계의 비선형적인 과정, 구조물의 표면의 조작에 대한 흥미, 구조와 빌딩 엔벨로프(건물의 외양)와 같은 건축의 요소중 어떤 것을 왜곡하고 혼란에 빠뜨리는 명백한 비유클리드 기하학(즉 비직선적인 모양)으로 특징지어진다. 많은 해체주의 "양식"들을 보여주는 완성된 건물의 시각적인 모습은 예측불가능성의 촉진과 제어된 혼돈으로 특징지어진다.
해체주의 운동의 역사의 중요한 사건들은 1982 라 빌레트 공원 건축공모(특히 자크 데리다, 피터 아이젠먼, 베르나르 추미의 수상작)와 필립 존슨과 마크 위글리에 의해 조직되었으며 피터 아이젠먼에 의해 설계된 콜럼버스의 웩스너예술센터에서 1989년에 개최된 뉴욕근대미술관의 1988 뉴욕해체주의건축전을 포함한다. 뉴욕 전시회는 프랭크 게리, 다니엘 리베스킨트, 피터 아이젠먼, 자하 하디드, 쿠프 힘멜블라우, 베르나르 추미의 작품을 선보였다. 이 때부터 해체주의에 참여한 많은 건축가들이 이 용어와 거리를 두었다. 그럼에도 불구하고, 이 용어는 고착되었고 이제는 현 시대의 건축의 전반적인 추세를 포용하고 있다.

## 21세기의 건축

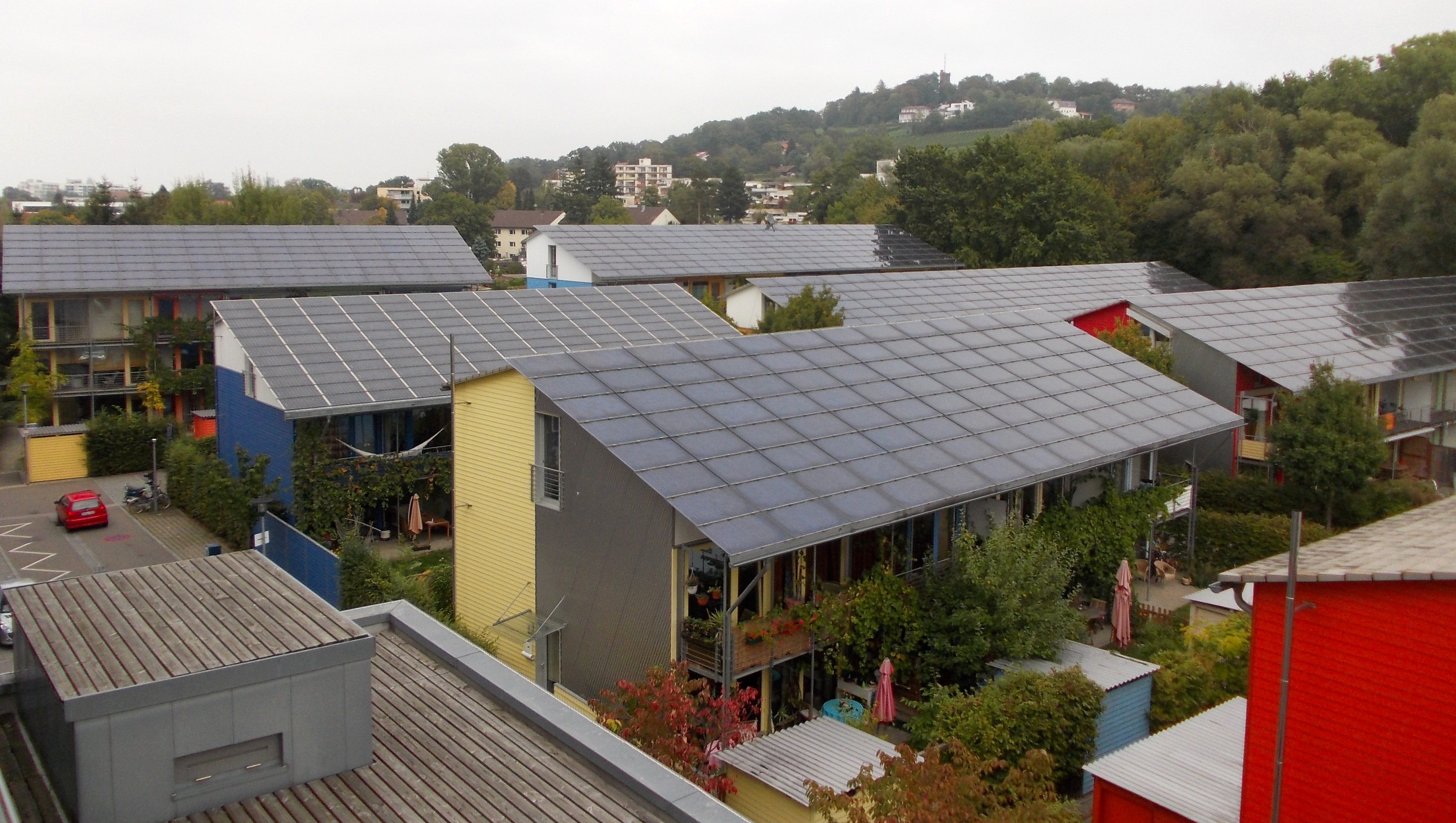
독일 프라이부르그 보방의 신재생에너지 주택

2013년 1월 21일에 건축가들은 세계 최초의 3차원으로 인쇄된 건물의 건설을 준비하기 시작했다. 산업 규모의 3D 프린터는 고강도 인공 대리석을 사용한다. 전 세계의 회사들은 수많은 3D 프린터로 인쇄된 건물들을 가지고 있고, 건축이 완료되기까지 몇 시간 밖에 걸리지 않는다. 건물 인쇄는 실용적이고, 비용효율적이고, 친환경적인 것으로 보인다. 이 기술은 다른 영역으로 그 쓸모가 확장되고 있다.
지속 가능한 건축은 신도시주의, 신고전주의 건축과 에코시티의 유행을 포함하는 현 시대의 건축의 중요한 주제다.

## 같이 보기
- 건축의 개요
- 스페인의 사라진 랜드마크의 목록

## 메모
1. ↑  Architecture. Def. 1. Oxford English Dictionary Second Edition on CD-ROM (v. 4.0) © Oxford University Press 2009
2. ↑  “The Old Copper Complex: North America's First Miners & Metal Artisans”. 2015년 8월 10일에 확인함.
3. ↑  Song, Jeeun. “The History of Metallurgy and Mining in the Andean Region”. 《World History at Korean Minjok Leadership Academy》. Korean Minjok Leadership Academy. 2015년 8월 10일에 확인함.
4. ↑  Choi, Charles Q. “Pre-Incan Metallurgy Discovered”. 《Live Science》. Live Science. 2015년 8월 10일에 확인함.
5. ↑  Maldonado, Blanco D. (2003). “Tarascan Copper Metallurgy at the Site of Itziparátzico, Michoacán, México” (PDF). 《Foundation for the Advancement of Mesoamerican Studies》. 2016년 1월 22일에 확인함.
6. ↑  “Gods and Goddesses”. 《Mesopotamia.co.uk》. 2015년 11월 9일에 확인함.
7. ↑  The Romans were the first builders in Europe, perhaps the first in the world, fully to appreciate the advantages of the arch, the vault and the dome.(Robertson, D.S.: Greek and Roman Architecture, 2nd edn., Cambridge 1943, p.231)
8. ↑  “Archived copy” (PDF). 2007년 9월 28일에 원본 문서 (PDF)에서 보존된 문서. 2007년 3월 29일에 확인함.
9. ↑  Islam Art and Architecture. Markus Hattstein, Peter Delius. 2000. p96. ISBN 3-8290-2558-0
10. ↑  “Discovery of brick tablet in Jiroft proves 3rd millennium BC civilization”. 2011년 5월 22일에 원본 문서에서 보존된 문서. 2018년 3월 22일에 확인함.
11. ↑  David Keys: Medieval Houses of God, or Ancient Fortresses?
12. ↑  Historical Society of Ghana. Transactions of the Historical Society of Ghana, The Society, 1957, pp81
13. ↑  Davidson, Basil. The Lost Cities of Africa. Boston: Little Brown, 1959, pp86
14. ↑  O'Connor, J. J. and E. F. Robertson, Overview of Indian Mathematics, School of Mathematics, University of St Andrew, Scotland.
15. ↑  “Mississippian culture”. 《Answers.com》.
16. ↑  “Pueblo architecture”. 《Britannica》.
17. ↑  The phrase Beaux Arts is usually translated as "Fine Arts" in non-architectural English contexts.
18. ↑  Robin Middleton, Editor. The Beaux-Arts and Nineteenth-century French Architecture. (London: Thames and Hudson, 1982).
19. ↑  Jencks, p.59
20. ↑  Sharp, p.68
21. ↑  Pehnt, p.163
22. ↑  Duncan 1988, 175–206쪽.
23. 1 2  “Growth, Efficiency, and Modernism” (PDF). U.S. General Services Administration. 2006 [2003]. 14–15쪽. 2011년 3월 31일에 원본 문서 (PDF)에서 보존된 문서. March 2011에 확인함.
24. ↑  Husserl, Origins of Geometry, Introduction by Jacques Derrida
25. ↑  Jacques Derrida and Peter Eisenman, Chora L Works (New York: Monacelli Press, 1997)
26. ↑  “Architect plans 3D-printed buildings”. BBC. 2013년 1월 21일. 2013년 1월 22일에 확인함.

## 참고 문헌
- Sir Banister Fletcher's a History of Architecture Fletcher, Banister; Cruickshank, Dan, Architectural Press, 20th edition, 1996. ISBN 0-7506-2267-9